# シリア内戦
シリア内戦（シリアないせん、アラビア語: اَلْحَرْبُ ٱلْأَهْلِيَّةُ ٱلسُّورِيَّةُ）は、シリアで起きたアラブの春から続く、シリア政府軍とシリアの反体制派及び外国勢力を含むそれらの同盟組織などによる多面的な内戦である。この内戦は2011年から始まった。1960年以降の世界史において最も難民が発生した戦争と言われている。2024年12月8日にシャーム解放機構を中心とした反政府勢力の攻勢によりアサド政権が打倒された。

## 概要

### 経過
シリアにおける内戦は、2011年にチュニジアで起きたジャスミン革命の影響によってアラブ諸国に波及したアラブの春のうちの一つであり、シリアの歴史上「未曾有」のものといわれている。チュニジアのジャスミン革命とエジプトの民主化革命のように、初期はデモ行進やハンガーストライキを含む様々なタイプの抗議の形態をとった市民抵抗の持続的運動とも言われた。
初期の戦闘はバッシャール・アル＝アサド政権派のシリア軍と反政府派勢力の民兵との衝突が主たるものであったが、サラフィー・ジハード主義勢力のアル＝ヌスラ戦線とシリア北部のクルド人勢力の間での衝突も生じている。
その後、反政府派勢力間での戦闘や混乱に乗じた過激派組織ISILやアル＝ヌスラ戦線、またクルド民主統一党 (PYD/Partiya Yekitiya Demokrat) をはじめとしたシリア北部のクルド人勢力ロジャヴァの参戦、アサド政権の打倒およびISIL掃討を目的としたアメリカ合衆国やフランスをはじめとした多国籍軍、アサド政権を支援するロシアやイランもシリア領内に空爆などの軍事介入により、内戦は泥沼化した。また、トルコやサウジアラビア、カタールもアサド政権打倒や自国の安全・権益確保のために反政府武装勢力への資金援助、武器付与等の軍事支援を行った。
2014年以降、ISILとシリア反政府勢力の間での戦闘が激化した。当初、ISILは一部のシリア反政府勢力から歓迎されていたが、ISILが他の反政府派組織を支配下に置こうとしたことが内紛を引き起こし、さらにISILが一般市民も巻き込んで暴力を振るうことへの反発が強まり関係が悪化した。反政府派の主要組織である「国民連合」は、ISILとの戦闘を全面的に支持している。
アサド政権の支配地域は一時、国土の3割程度（但し、依然として支配地域に西部の人口集中地域が含まれていた）に縮小した。しかし、ロシアやイランの支援を得たことに加え、反政府勢力内でISILやクルド系武装勢力が台頭する中で、反政府勢力間での戦闘も激化した事に伴い「アサド政権打倒」を掲げていた欧米がISILとの戦闘を優先する方向に舵を切った事や、クルド系武装勢力とはISILやアルカイダなど対イスラム過激派系勢力打倒を優先する双方の戦略上ある程度の協調関係を構築するなど、情勢の変化も追い風となり勢力を回復。2019年春～2020年夏時点でシリア領土の7割前後を奪還した。
2017年以降はアサド政権を支援するロシアやイラン、そして反体制側のトルコが「アスタナ会合」と呼ばれる枠組みで停戦協議を主導して行った。21年3月には、ロシア、トルコ、カタールの3カ国で枠組みを設けた。一方、欧米はアサド政権とは対話しない方針を採った。
2024年11月、アサド政権の後ろ盾となっていたロシアやヒズボラが弱体化していたタイミングで反政府軍が大規模な攻勢をかけ（2024年シリア反体制派攻勢）、首都ダマスカスは反政府軍の手によって陥落。その結果、アサド大統領及びその家族はロシアに亡命し、アサド政権は崩壊した。
なおアサド政権は内戦下でも、支配地域においては2020年7月までに3度の人民議会を実施しており、バース党による支配を維持していた（2016年シリア人民議会選挙など）。

### 被害
国際連合は、2012年5月下旬の時点で死者数の推計は不可能と判断した。反政府派からの情報を収集する組織シリア人権監視団は2013年8月末の時点で死者が11万人を超えたと発表している。国連難民高等弁務官事務所（UNHCR）の推計によると、2017年までに元の居住地を離れて国内で避難生活を送った人の数は約630万人にのぼり、500万人以上が国外に逃れた。こうした難民の主な行き先としてはトルコ（320万人）、レバノン（100万人）、ヨルダン（65万人）、イラク（24万人）、エジプト（12万人）があり、トルコなどを経由してヨーロッパなどに渡った人々も多い。日本には2014年6月20日時点で52人が難民申請しているが、日本政府は一人も認めていない。
反政府武装組織の一つ自由シリア軍によりキリスト教会が破壊されたとされる事例をはじめ、反政府主義者によるキリスト教徒（その大半は正教、非カルケドン派、東方典礼カトリック教会といった東方教会の信者）への排撃も問題となった。

## 性質
国際的なシリア国内の状況の認識としては、2011年12月にUNHCRが事実上の内戦 (Civil war) 状態であるとしたほか、2012年6月12日にはエルベ・ラドゥース国連事務次長が高官としてはじめてシリアが内戦状態にあるとの見解を示している。同年7月15日には赤十字国際委員会が事実上の内戦状態であるとしている。一方でシリア政府側は騒乱開始以来、これはあくまで対テロ戦争であり、内戦ではないとの認識を示したが、2012年6月になって大統領アサドが公の場で「戦争状態にある」と発言している。アサド大統領は、2013年9月には「現在シリアで起きているのは、内戦ではなく戦争であり、新しい種類の戦争だ」としており、シリアは「テロの犠牲者」と語っている。また、反体制派の8割から9割はアルカイダとも主張している。
シリアで内戦が激化している理由として、
- アラブ・イスラム世界の中で敵対関係にあるイスラエルなどと国境を接するという地政学的事情。
- シリア・バース党政権が一貫した親露・親イランである一方、親欧米・親NATO諸国であるサウジアラビアを中心としたスンニ派の湾岸諸国とは激しく対立していること。
- トルコ政府と対立するクルド人が国内に一定の勢力を持っていること。
- アサド大統領がシーア派の分派でありキリスト教の影響も強いアラウィー派で、イスラム色の薄いスンニ派も含めた世俗派主体に支持者が多いのに対し、反政府勢力はスンニ派イスラム主義勢力が多く、世俗主義とイスラム主義の対立や宗派対立の様相も呈していること[43]。

などが挙げられる。

### 外国勢力を巻き込んだ複雑な対立と利害関係
シリア内戦は各国・各勢力の思惑が露骨に衝突した代理戦争の様相を呈した。それがこの紛争の解決をより一層難しいものとし、さらには反体制派が周辺国からも入り乱れて過激派にとって代わられることで対立構造が複雑化した。
欧米諸国とその同盟国が描く「アサド政権に対する自由を求める民衆の蜂起」という構図は変質した。多国籍の軍隊がそれぞれ別の思惑で動き、シリアを舞台とした代理戦争と化し、欧米が支援する反体制派では、民主化とは正反対であるイスラム原理主義の過激派勢力が台頭した。
また、この対立構造においてはSNSなどメディアを駆使した情報戦が行われ、アサド政権とその支援を行うロシア・イラン、さらに反体制派を支援するサウジアラビア・トルコ・カタールのアルジャジーラ、さらにBBC・CNN等の西側メディアも含めて悲惨な難民の姿や女性、子供の被害者・犠牲者をメディアを通じてセンセーショナルに報道する場面が目立ち、プロパガンダの応酬となっている。特に欧米諸国が資金援助を行っているホワイト・ヘルメットの扱いや、化学兵器の使用に関する報道で顕著となっている。
シリア内戦はかつて各地で起こった民族間や旧宗主国とその権益を巡る利害関係から起きた内戦とは大きく異なっており、より複雑なグローバル戦争ともいえる。人道主義を掲げてアサド政権の残虐性を厳しく指摘する欧米諸国も反体制武装勢力によるキリスト教徒への迫害を批判したバチカン市国のローマ教皇庁等の一部を除き、反体制派の残虐性やサウジアラビアが関与するイエメンの惨状（2015年イエメン内戦）は余り言及していない。

レバノンの3月14日勢力（en:March 14 alliance）は、反政府勢力に財政支援をしたとして非難されているが、自らはこれを否定しており非難の応酬となっている。イスラエル国防軍は、シリアによるレバノンへの武器輸送を阻むため、シリア国内の軍事基地を何度も空爆している。また、戦闘による流れ弾がトルコの街に着弾し、トルコ軍が反撃を行うなど、隣国との戦闘も発生している。

### 反政府勢力内での不和
シリア内戦における反政府勢力には、反アサド政権、反世俗主義、反シーア派、反少数派イスラム教（アラウィー派・ドゥルーズ派等）、そして反キリスト教を掲げるスンニ派のイスラム主義組織であるという共通点がある。これらの組織は、資金力や戦況の変化に応じて戦闘員の移動や武器交換も相互に行い、陣営の境界が曖昧になることが多い。そのため、ISILも反政府武装勢力のうちの一つと捉えた方が実態に近く、必ずしもその残虐性だけが特異的に際立っているわけではない。
さらに、シリア政府側に立つ組織もシリア軍の他にシーア派民兵やヒズボラ、イランのイスラム革命防衛隊など多様な組織が参戦しているが、これらも統率が取れているとは言い難い状況である。実際に、アルカイダは自由シリア軍などの反政府勢力と協力している。
また、アルカイダ系武装集団は、2013年9月に協力体制にあったはずの自由シリア軍に攻撃を仕掛けるなどして、アサド政権、他の反政府勢力、クルド系武装勢力と敵対したことで、シリア国内は複数勢力の戦いになった。更にアルカーイダと協力関係にあったISILが、2013年5月に出されたアルカイダの指導者アイマン・ザワーヒリーの解散命令を無視してシリアでの活動を続けているなど、アルカイダやアル＝ヌスラ戦線との不和も表面化している。
他にも、クルド人などのシリア国内の少数民族も武装化し、政府軍やアルカイダ系の武装集団を襲撃して事実上の自治を行っている。

## 主要勢力

### シリア軍・アサド政権支持勢力
- シリア軍 (Syrian Armed Forces/Syrian Arab Army、SAA)
- 特殊戦力師団 (Tiger Force)
- 共和国防衛隊 (Republican Guard、RG/Syrian Republican Guard、SRG)
- 第4機甲師団 (4th Armoured Division)
- 第18機甲師団
- 国民防衛軍（国民防衛隊） (National Defence Force、NDF)

### シリア反政府武装勢力/アルカイダ系
- 自由シリア軍 (Free Syrian Army、FSA)
- イスラム戦線 (Islamic Front、IF)
- シャーム解放機構(Tahrir al-Sham)(Hay'at Tahrir al-Sham、HTS)（旧アル＝ヌスラ戦線 (Jabhat al-Nusra)）

### ロジャヴァ（シリア北部地域）
- シリア民主軍 (Syrian Democratic Forces、SDF)
- クルド人民防衛隊 (Yekineyen Parastina Gel、YPG)
- クルド民主統一党 (Partiya Yekitiya Demokrat、PYD)

### ISIL(イスラム国)
- ISIL (Islamic State、IS)

### シリア内戦に参戦しているシリア国外からの支援を受ける軍隊・武装勢力
- シリア政府軍側
  -  ロシア軍（空爆）
  -  イスラム革命防衛隊
  -  マフディー軍
  -   ヒズボラ
  -  シリア社会民族党
  -   パレスチナ解放人民戦線総司令部
  -   フーシ
- 反体制派側（en:Syrian opposition）
  -  トルコ軍
  -  アメリカ軍 - FSA(Free sryian army)

反政府勢力の約9割を束ねるとされる組織「シリア反体制派革命勢力国民連合」があり、欧米諸国やトルコとは支援を受けたり、協議したりする関係にある。
- ロジャヴァ・クルド人勢力側
  -  ペシュメルガ
  -  クルディスタン労働者党
  -  ロシア軍
  -  アメリカ軍
  -  オーストラリア軍
  -  カナダ軍
  - 有志連合 (Coalition of the willing)
- ISIL側
  -  ISKP
  -  ボコ・ハラム(-2016)
  -  アブ・サヤフ(-2024)
  -  イスラム国 コーカサス州

## 背景

### 歴史

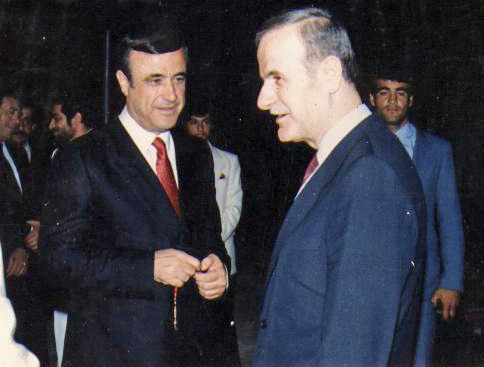
ハーフィズ・アル＝アサド前シリア大統領（右）と弟のリファアト・アル=アサド（左）

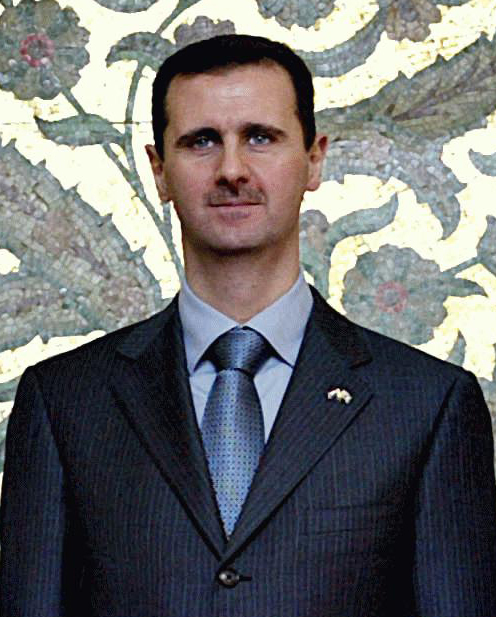
バッシャール・アル＝アサド大統領

シリアはイスラエルと戦争状態にあった1962年に非常事態宣言を出してより非常事態法の下にあり、憲法による国民の保護は事実上停止されていた。シリア国民は住民投票によって選ばれた大統領に好意的であり、シリア議会は複数政党制を採っていない。
1963年のクーデター以来、シリアはバアス党の支配下にある。1966年のクーデターや1970年の革命などで支配構造を変化させつつ、バアス党は独占的権力を保持した。
1970年の革命以後、ハーフィズ・アル＝アサド（H.アサド）は、ライバルを抑えながら30年近くシリアを指導してきた。1982年、国内で起きた6年間に及ぶイスラム暴動の最盛期において、ムスリム同胞団等を含むスンナ派イスラム主義運動を鎮圧するため、大統領H.アサドはハマーで焦土作戦を指揮した。このハマー虐殺において、10-80,000名の一般市民を含む数万の人々が殺害されたとされている。
H.アサドの後継者問題は、1998年人民議会選挙後の暴力的な抗議行動と武力衝突を引き起こし、ラタキア事件（en:1999 Latakia protests）に発展した。この事件はH.アサドと彼の弟リファアト・アル＝アサド（en:Rifaat al-Assad）との間の積年の確執が暴発したものであった。シリア警察はラタキアにあるリファートの港湾施設の取り締まりを行い、この際に警察とリファアト支持者らとの銃撃戦があり2名が殺害された。政府側は否定しているものの、この事件の死傷者は数百人にのぼったとも言われる。ハーフィズ・アル＝アサドは肺線維症のため1年後に死去した。H.アサドの息子であるバッシャール・アル＝アサド（B.アサド）は、大統領となりうる年齢の規定が40歳から彼の年齢である34歳に引き下げるよう憲法を修正した後に指名され、後継者となった。B.アサドはフランス語と英語を話し、イギリス出身でスンナ派シリア人女性アスマー・アフラースと結婚し、改革派として期待され、2000年1月からダマスカスの春（en:Damascus Spring）と呼ばれる激しい政治的、社会的論争が引き起こされた。
2004年以来、クルド-アラブ暴動により緊張が高まっていた。この年はシリア北東部のカーミシュリーで反政府暴動カーミシュリー事件が起きた。混乱したサッカー試合で人々がクルドの旗を掲げ、試合はやがて政治的な衝突に発展した。シリア警察の暴力的な対応やクルド人とアラブ人によるグループ間の衝突により、少なくとも30名が殺害された（一説によると、死傷者は約100名。）。クルド人活動家と政府組織との小規模な衝突はそれ以降も続いた。
アサド家（en:Assad family）は、シーア派でも少数派でシリア人口（en:Demographics of Syria）の6-12パーセントを占める貧困なアラウィー派の一員であり、シリア治安機関の「厳格な統制」によって維持されており、シリア人口の4分の3を占めるスンナ派の中に「深い敵意」が生じていた。同じく少数派であるクルド人からも抗議や不満の声が上がっていた。B.アサドは、彼の地位がエジプトで起きた大規模抗議運動のようなものに影響されないと表明した。大統領顧問ブサイナ・シャアバーン（en:Bouthaina Shaaban）は、カタールを拠点とするユースフ・カラダーウィーが3月25日にドーハで行った演説などを挙げ、スンナ派暴動を煽ったとしてスンナ派イスラム法学者や説教師を非難した。ニューヨーク・タイムズによれば、シリア政府は暴動の鎮圧において「ほぼ全面的に」アラウィー派治安機関に信頼をおいてきた。彼の弟マーヘル・アル＝アサドは共和国防衛隊と陸軍第4機甲師団を指揮し、義兄のアースィフ・シャウカトは陸軍参謀副長を務めていた。彼の家族は、抗議に対して強硬路線を採ることができなければそれを増長し、街頭がより大きな群衆であふれることを恐れているといわれた。

### 社会経済
政府への不満は、主に保守的なスンナ派が多いシリアの貧しい地域で強かった。こうした地域には、ダルアーやホムスといった貧困率が高い都市、2011年前半に激しい旱魃に見舞われた農村地帯、それに大都市の貧困地区が含まれていた。社会経済の不均衡は特にH.アサド政権の末期に進められた自由市場の導入以後大きく拡大しており、B.アサド政権になってからはさらに悪化していた。自由市場の恩恵を受けられたのは国内の限られた人々、主に政府とコネクションを持つダマスカスやアレッポのスンナ派商人層に限られていた。2011年、シリアは全国的な生活水準の悪化と生活必需品の値上がりに直面した。さらに若者の高い失業率にも見舞われていた。
社会経済については、気候変動の影響も可能性として上げられている。シリアでは2006年 - 2010年の3年間に深刻な旱魃が発生し、150万人（人口の1割弱）の農民が都市部に移住、急速な人口変化により地域の不安定化を招いていた。シミュレーションや観測結果をもとにした研究では、気候変動により旱魃の発生率が高まっていたことが示唆されている。

### 人権
シリアの人権（en:Human rights in Syria）は、国際機関からの激しい非難にさらされた。1963年以来、非常事態宣言の効力が続いており、保安部隊には逮捕・拘留の権限が与えられ、シリアは自由選挙のない一党独裁状態によって支配されていた。当局は、人権活動家や政府批評家を苦しめたり投獄していた。表現、結社、集会の権利は厳格に制限された。女性や少数派民族は差別に直面している。2010年のヒューマン・ライツ・ウォッチによれば、B.アサドは権力を握って以来の10年間で、シリアの人権状況の改善に失敗した。この人権団体は、シリアの人権状況が世界で最悪の部類に属すると言明している。
5月5日のBBCニュースは、非武装の一般市民に対して狙撃手や対空機関銃が使われているとのダマスカス人権研究所（DCHRS）の表明を報じた。

#### シャッビーハ
シャッビーハ （アラビア語: الشبيحة、英語: Shabiha）とは、アル＝アサド家に資金提供を受けた3000人以上の構成員からなる暴力団である。この呼称は幽霊（Shabah, شبح）を意味し、かつてアル＝アサド家やその縁者が使っていたメルセデス・ベンツの車に由来する。彼らは、政府への批判者（非武装者を含む）にあらゆることを行う権限を持っていた。新聞やメディアニュースチャンネルによれば、シャッビーハの構成員はアサドの傭兵であるとも言われる。
シャッビーハが人権を守らないことについては、地元の新聞やチャンネルだけでなく国際メディアからも非難されており、特にFacebookやYouTubeなどのソーシャルメディアを通じて数百もの映像がアップロードされている。
重信メイはその著書『アラブの春の正体』で、Wikipediaのシャッビーハについての記述はデマを真に受けたものであると批判している。この言葉は「幽霊」とは全く無関係であり、アル＝アサド家からの資金提供を受けている証拠もないとしている。さらに動画についてはCNNがシャッビーハが暴行を行なっているとして流したものが誤報であった例を挙げ、その多くは検証が必要であるとしている。

### 2011年（アラブの春）
B.アサドは、ラジオ局が西洋のポップ・ミュージックをかけることを容認する一方で、Amazon.com、Facebook、ウィキペディア、YouTubeのようなウェブサイトへの接続を制限していたが、2011年1月1日以降は全ての国民がブロードバンドインターネット接続を許され、これらのウェブサイトに接続できるようになった。しかしながら、2007年の法律によってインターネットカフェはオンラインチャットにおける全ての投稿を記録することが義務付けられた。
2011年1月31日に発表されたインタビューにおいて、B.アサドは改革の時が来たことを宣言するとともに、2011年のエジプト革命・チュニジア革命・イエメン騒乱の抗議運動は中東に「新しい時代」（アラブの春）が到来したことを意味し、アラブの支配者たちは人々の間に高まる政治的、経済的要求を受け入れるためにさらなる行動が求められるとした。

## アラブの春から内戦への移行

### 抗議運動初期

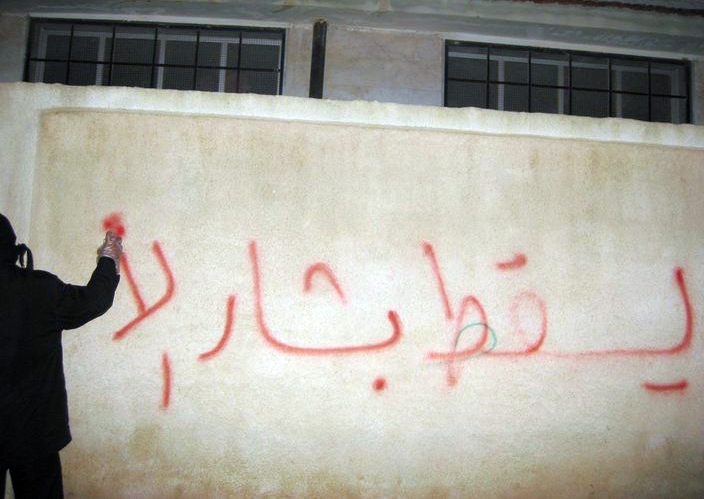
「打倒アル＝アサド」。暴動の兆候は体制批判の落書きとして示された。

シリアでの抗議運動は初めのうちはささやかなもので、勢いを得るまでにはしばらく時間がかかった。運動は2011年1月26日に始まった。チュニジアのモハメド・ブアジジが2010年12月17日にチュニスで行ったのと同様、ハサカのハサン・アリ・アクレーが自らの体にガソリンを被り火を放った。目撃者によれば、この行動は「シリア政府（en:Syrian government）に対する抗議」であったとされる。2日後の2011年1月28日、ラッカにおいてクルド人の血を引く2名の戦士が殺されたことに抗議するデモが行われた。
2月3日、FacebookやTwitterなどのソーシャルメディアウェブサイトにおいて、2月4日から2月5日をシリアの「怒りの日」とする呼びかけが行われた。抗議者たちは政府の刷新を要求したが、抗議の大部分はシリア国外にとどまる小規模なものであった。このときシリア国内で確認された唯一の抗議活動は、2月5日のハサカにおけるアサド退陣を求める数百名規模のデモであった。シリア当局が多数の人々を逮捕したことが引き金となり、デモは急拡大した。「怒りの日」の試みが失敗した後、アルジャジーラは、この国が「沈黙の王国」であると表現した。シリア安定の鍵となる要素は、シリアの厳重な監視機構、アサドの人気、イラク暴動（en:Iraqi insurgency）に見られるような政府が倒れた際に起きうる宗派間抗争（en:Sectarian violence）への懸念などである。
2月22日、ダマスカスのリビア大使館周辺に約200名の人々が集まり、リビア政権に対する抗議を行い、大使の辞任を求めた。政府の治安部隊はデモの鎮圧を行い、14名が逮捕され数名が警官から暴行を受けた。逮捕された者は後に釈放されている。3月6日のタイム誌は、シリアの若者たちは依然として関与しているものの、きっかけが必要だったと述べている。リバル・アル＝アサドは、シリアが次のドミノになると述べた。

### 運動の高まり

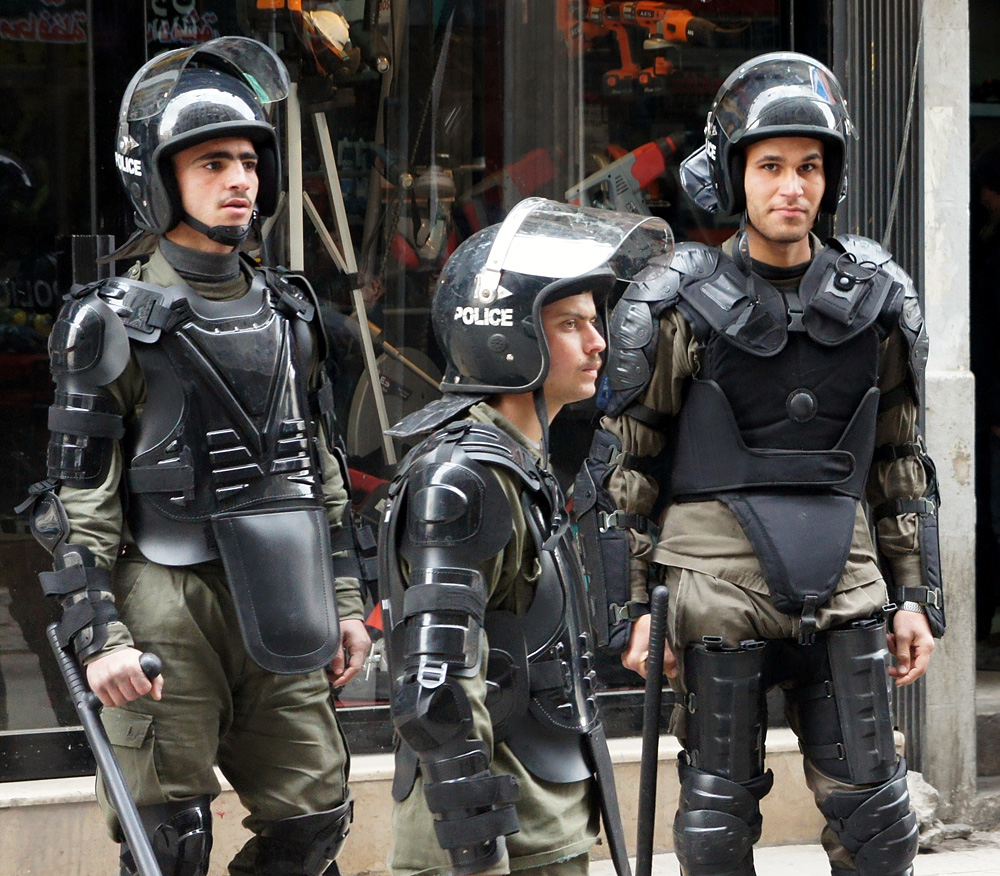
ダマスカスの機動隊

3月15日、シリア各地の主要都市で一斉にデモが行われ抗議運動が拡大し始めた。ハサカ、ダルアー、デリゾール、ハマーで数千人の抗議者が集まった。反体制側の報告によれば、治安部隊との衝突が起きたとされる。ダマスカスでは、200名程度の小さなグループが1,500名にまで膨れ上がった。ダマスカスでは1980年代以来これほどの抗議は見られなかった。「2011年シリア革命（Syrian Revolution 2011）」と呼ばれるFacebookの公式ページに、カイロ、ニコシア、ヘルシンキ、イスタンブール、ベルリンにおける支援デモの画像が掲げられた。リビアに縁のあるシリア革命支持者たちがパリのシリア大使館に押し寄せたとする未確認情報もある。3月18日、シリアにおいて過去10年間で最も深刻な暴動が発生した。金曜礼拝の後、オンラインで「尊厳の金曜日」（アラビア語: جمعة الكرامة）が呼びかけられ、政府汚職疑惑の解決を求めた数千人の抗議者がシリア各地の街路に繰り出した。地方治安部隊の指揮の下、抗議者たちに対する暴力的な取り締まりが行われた。抗議者たちは、「神、シリア、自由」そして汚職反対のスローガンを叫んだ。
ダルアーの街は暴動の焦点となりつつあった。3月20日、数千名がダルアーの街路に繰り出し、3日間にわたって非常事態法に反対するスローガンを叫び続けた。治安部隊の発砲により、1名が殺害され多数の人々が負傷した。市内のバアス党本部庁舎や、ラーミー・マフルーフの経営する通信企業シリアテルの建屋に火が放たれた。翌日、ジャーシム（en:Jassem）で数百名が抗議を行い、バニヤース、ホムス、ハマーでも同様の抗議が行われたとされる。アサドはいくつかの懐柔策を示したが群衆は増大し続け、ダルアーのオマリモスク周辺に集まって要求を繰り返した。要求の内容は、全ての政治犯の釈放、抗議者を殺害した者に対する裁判の実施、48年間に及ぶシリア非常事態法の撤廃、さらなる自由、および汚職の終息であった。この日、ダルアーの携帯電話回線は切断され、市内いたるところに検問所が設置され、兵士が配置された。また、ヒズブ・タフリール（en:Hizb ut-Tahrir、解放党）は、バアス党政権に対する抗議の拡大に主導的な役割を果たすとともに、国内での抗議活動や世界中のシリア大使館に対する抗議活動を組織化した。

### 蜂起と譲歩
3月25日、オンラインで「栄光の金曜日」（アラビア語: جمعة العزة）と呼ばれる大規模デモが新たに呼びかけられ、国内各地の街路で数万人が抗議活動を行った。シリア南部では軍隊が発砲し、平和的なデモの参加者が殺害されたとする証言があり、ニュースでも報道された。抗議者たちに対する取り締まりはますます暴力的になった。ダルアーでは10万人以上の人々がデモに参加し、少なくとも20名の人々が殺害されたとする報告がある。H.アサドの彫像がばらばらにされて火が放たれた。知事の家にも火が放たれた。ダマスカス、デリゾール、ホムス、ラタキア、ラッカにおいても抗議活動が起きたとされる。サナマインでは20名の人々が治安部隊に殺害されたとする証言がある。ダルアーではデモ中に17名の人々が殺され、オマリモスク周辺では40名、サナマインで25名、ラタキアで4名、ダマスカスで3名の死者があった。
亡命中の宗教指導者や政治指導者たちがこの衝突に関わり始めた。スンナ派法学者ユースフ・アル＝カラダーウィーはカタールで説教を行い、その中で以下のように述べた。
| 「 | 今日、革命の列車がシリア駅に到着した。それはいずれ辿り着く運命にあった。シリアをアラブ国家の歴史から引き離すことはできない。 | 」 |

AFPは、亡命中のシリア反体制派指導者がパリに立ち寄り、アサドを失脚させ、フランスが「罪のない人々の殺害をやめさせる」ようシリア指導者に圧力をかけるよう働きかけたと報じた。
3月26日、アサドは200名以内の政治犯釈放を発表し、抗議者たちに対する政府側の最初の譲歩を提示した。翌日、アサドのメディア顧問ブサイナ・シャアバーン（en:Bouthaina Shaaban）は、事前予告なしに非常事態法の撤廃を発表した。3月29日、シリアの新聞アル＝ワタン（en:Al-Watan (Syria)）は、主要閣僚の入れ替えが行われると報じ、後日アサドは首相ムハンマド・ナージー・アトリー（en:Muhammad Naji al-Otari）率いる内閣の辞表を受理した。但し、新内閣が選ばれ公式発表されるまでは暫定的に首相を続けるとされた。
アサドに忠誠を示す軍部隊が動き出した。シリアの大ムフティーアフマド・バドルッディーン・ハスーン（en:Ahmad Badreddin Hassoun）は次のように述べた。「全ての国民には自由を求めて抗議する権利がある。しかしながら私は言う。流血の背後にいる全ての者は有罪となるであろう。抗議する者に対して発砲する軍役人はいません。彼らは自衛のために応戦をしただけです。何かが起きた後、人々は和解をしなければなりません。この国には堕落した者が居り、堕落した者は有罪としなければなりません。」3月29日、ダマスカス、アレッポ、ハサカ、ホムス、タルトゥース、ハマーでアサドを支持する数十万人規模のデモが行われた。3月30日、アサドは暴動を扇動した外国人を非難し、ブサイナ・シャアバーンが示した非常事態法の撤廃を実施せず、将来の検討課題に留めるとする演説を行った。YouTubeに投稿されたCNNの報告において、水曜日に演説を終えたアサドの車を一人の女性が攻撃したとするシリア国営テレビの映像が示された。ラタキアでは、アサドの演説に失望した抗議者たちが街路に繰り出し、警官から発砲を受けた。翌日の国営シリア・アラブ通信（SANA、en:Syrian Arab News Agency）は、アサドが4月1日から公務員給与を引き上げる命令を出したことを伝えた。

### 2011年4月

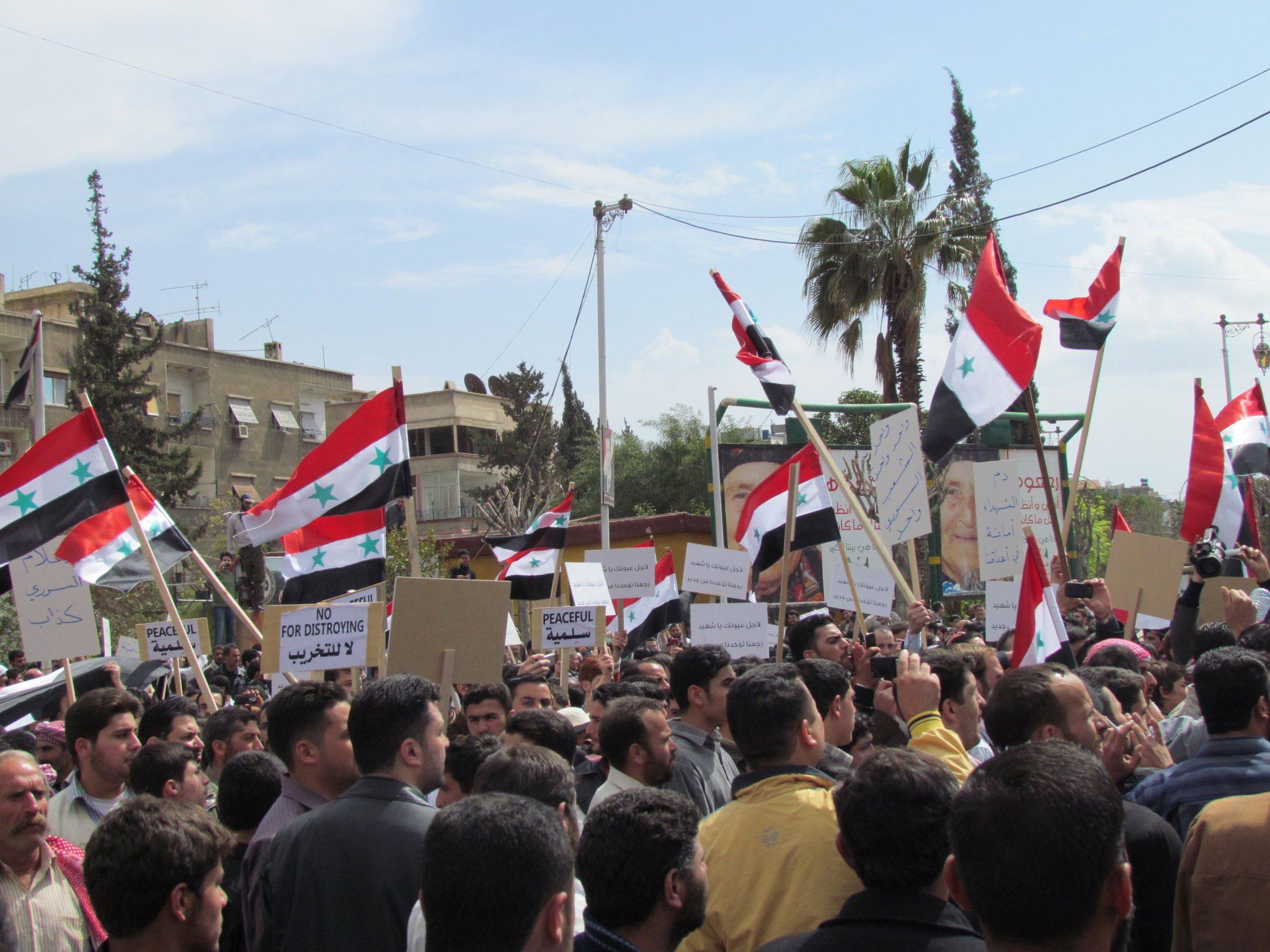
2011年4月8日、ダマスカス近郊のドゥーマに集まった抗議者たちは「暴力反対」や「平和」を表す看板を掲げた。

オンラインで4月1日の「殉教の金曜日」（アラビア語: جمعة الشهداء）が呼びかけられ、金曜礼拝から現れた数千名の抗議者たちがシリア各地の多くの都市で街路に繰り出した。ダマスカス近郊のドゥーマに集まった1,000名の抗議者たちに治安部隊が発砲し8名が殺された。ダマスカスでは金曜礼拝を終えた抗議者たち数百名がアル・リファイ・モスクに集まった。しかしながら、政府軍部隊はモスクを封鎖し、逃げようとした人々を攻撃したとも言われる。さらに南部のダルアー近くの小さな町では抗議中のデモ隊が殺された。この衝突事件は次第に国際社会からの注目を集め始めた。4月1日、シリア当局はシリアとトルコの間の国境を閉鎖し、トルコおよび他国の記者たちがシリアに入ることを禁じた。翌日、トルコの首相レジェップ・タイイップ・エルドアンはアサドに改革を進めるよう圧力をかけることを表明した。
4月3日、アサドはアーデル・サファル（en:Adel Safar）をシリアの新首相に任命し、組閣を指示した。4月6日、アサド政権はスンナ派とクルド人に譲歩を示した。教師たちに再びニカーブ（en:Niqāb）の着用を許可し、国内唯一のカジノを閉店させ、近日中にシリア在住の数万人のクルド人にシリア市民権を与えることを提案した。
4月8日は「抵抗の金曜日」（アラビア語: جمعة الصمود）として知られるようになった。この日はダルアー、ラタキア、タルトゥース、イドリブ、バニヤース、カーミシュリー、ホムス、ダマスカス郊外のハラスタ（en:Harasta）において数千名の抗議者たちが街路に繰り出し、これまでで最大規模のデモとなった。ダルアーでは投石する抗議者たちを追い払うために治安部隊がゴム弾や実弾を発砲し、27名の反政府抗議者たちが殺され、多数が負傷した。ダマスカス郊外のハラスタでは少なくとも3名が殺され、シリア第3の都市ホムスでは死者2名と数十名の負傷者があった。人権団体は、この金曜日にシリア国内各地で起きた暴動で37名が殺されたと述べた。
4月中旬にかけて、暴動はさらに拡大し、ますます暴力的になった。4月15日、数万人がバニヤース、ラタキア、バイダ、ホムス、デリゾールなどシリア国内のいくつかの街で抗議活動を行った。アルジャジーラは、ドゥーマ郊外からダマスカスに入ろうとした最大5万人の抗議者たちが催涙ガスを使う治安部隊に追い払われ、このとき首都のバルゼ地区において、モスク前に集結した約250名の抗議者たちを、武装した私服の男たち数十名が取り囲み、暴力事件に発展したと伝えた。一方、ダルアーでは数千名のデモがあつたものの市内に治安部隊は見られず、当局は抗議活動を容認したと見られた。アサドは、「犯罪行為に関わっていない」囚人数百名の釈放と新内閣発足（シリアの内閣en:Cabinet of Syriaを参照）を発表した。

#### 非常事態法（戒厳令）の撤廃
2日後、アサドは人民議会に向けてテレビ演説を行い、政府に対して非常事態法の撤廃を求めていることを表明し、国民と政府との間に隔たりがあることを認め、政府は人々の願望に関心を持ち続けなければならないと述べた。4月19日、政府はこの国の非常事態法を撤廃する議案を承認した。非常事態法の撤廃は48年ぶりのことである。4月21日、アサドは、非常事態法を終わらせ、国家最高治安裁判所（:en:Supreme State Security Court）を廃止し、平和的なデモを行う権利を規制する法令に署名した。

#### 4月の暴力―継続される暴力

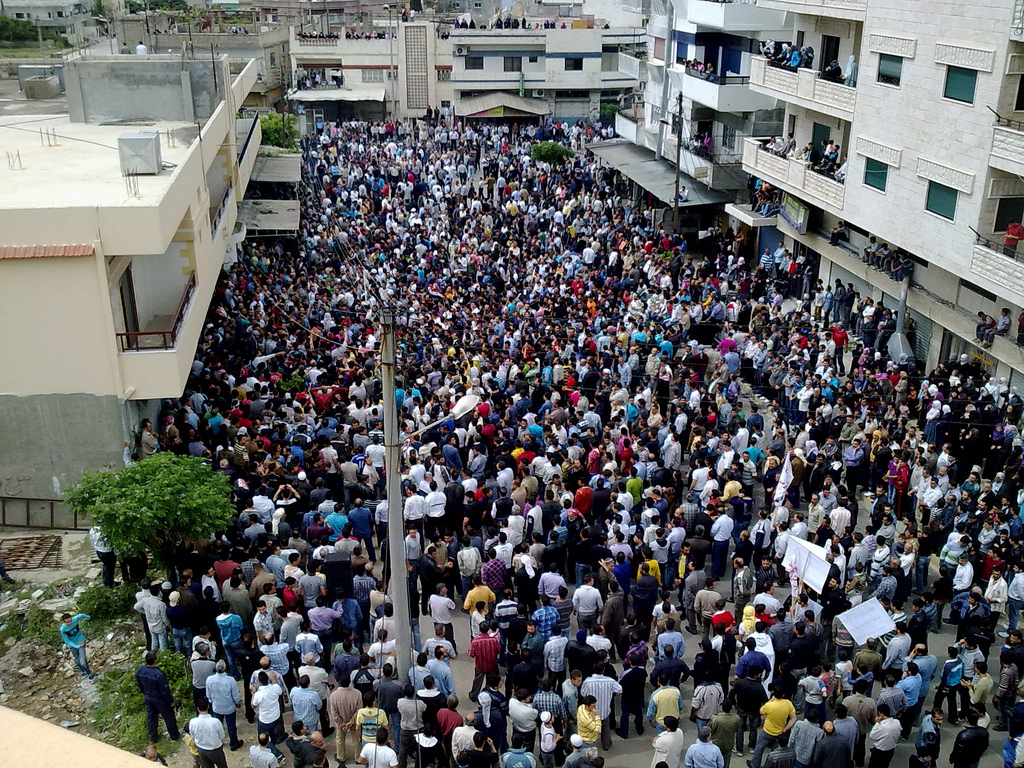
2011年4月29日、ホムスの新時計台広場に集まり礼拝する数千人の反政府派の市民

非常事態法を撤廃しても抗議は収まらなかった。4月22日は一連の騒乱において最も忌まわしい日となり、数万人が街路に繰り出した。ダマスカスと、国内の少なくとも10都市で抗議活動が行われた。ダマスカス中心部では数百名の抗議者たちが追い払われたものの、首都を囲む都市に数千名の抗議者たちが集まった。抗議者側の報告によれば、治安部隊のデモ隊への発砲により全国で少なくとも70名の人々が殺された。100名以上が殺害されたことが明らかになりつつあったものの、シリアはほとんど全ての他国メディア関係者を国内から締め出していたため迅速な確認は困難であった。
翌4月23日、国内いたる所で亡くなった抗議者たちの葬儀が行われた。ダルアーでは暗殺者が発砲し8名が殺されたと伝えられ、そのうちの5名は治安部隊の隊員であった。その夜、私服の治安部隊が家々を襲い活動家たちを逮捕した。聖金曜日の抗議の後、数十名の市民が行方不明となり、ある人権団体によれば金曜日から土曜日にかけて217名の行方不明者があったとされる。
4月25日、シリア政府は初期の抗議において焦点となったダルアーに戦車を展開し、少なくとも25名を殺害した。数百から6,000名と見積もられる兵士と狙撃兵が戦車に随伴し、上水道・電力・電話回線を切断した。住民の話によると、抗議者たちが軍用車両を焼き、兵士を人質に取ったといわれる。政府は近くのヨルダンとの国境を封鎖した。少なくとも1名のシリア軍主要指揮官がダルアーに対する軍事作戦に加わることを拒否した。ダルアー住民は記者に電話で次のように訴えた。「シリアをオバマに占領させろ。シリアをイスラエルに占領させろ。ユダヤ人を呼べ。どれもバッシャール・アサドよりはましだ。」
アメリカ大統領バラク・オバマは暴力の行使を「著しく正義に反する」として非難し、合衆国内におけるシリア当局資産の凍結を準備した。国際連合安全保障理事会（国連安保理）常任理事国であるフランスとイギリスを含むEU各国は、国連に対して国際的な制裁の実施を働きかけた。但し、常任理事国のロシアと中国の支持が得られるかどうかは不透明であった。シリアはイスラム主義者たちの扇動による暴動であると主張した。
4月28日、アルジャジーラは、負傷した兵士がシリア市民に介抱されている模様を示す映像を放映し、彼ら兵士が抗議者たちへの発砲命令を拒否し、体制派の部隊を攻撃したと報じた。この放送局は映像の信憑性を確認できないとしながらも、「信頼できる情報源」によるものと主張した。
ダルアーやドゥーマなどの都市における過酷な取り締まりにもかかわらず、4月29日も抗議者たちの行動を阻止できなかった。アレッポ、ホムス、デリゾール、シャイフ・ミスキーン、ダマスカス、およびシリア国内の他の都市でも数千名が集まった。シャイフ・ミスキーンにおいて兵士が非武装の抗議者たちを実弾で攻撃し殺害している映像が匿名で投稿された。アルジャジーラは、金曜礼拝の後に始まった治安部隊による攻撃で少なくとも50名の人々が殺されたと報じた。ロイターは死者62名と報じた。

### 武装した抵抗派
反政府抗議者たちの中には武装した集団もあるといわれ、シリア政府は彼らがサラフィー主義（en:Salafi）のイスラム教徒たちであると主張した。シリア治安部隊のうち100名以上が殺されており、シリア政府はこれが抗議者たちの中にいる「武装したギャング」によるものとしているが、反政府側は政権側の責任であるとしている。
国際キリスト教コンサーン（en:International Christian Concern）によれば、ここ数週間の間、シリアのキリスト教徒（en:Christianity in Syria）が抗議活動に参加しないという理由で反政府抗議者たちによる攻撃を受けた。

#### イラン関与疑惑
オバマはアサドによる鎮圧活動を秘密裏に支援しているとしてイランを非難した。アメリカのスーザン・ライス国連大使は、シリア政府のデモ取り締まりに対するイランの積極的支援について証拠があると述べた。イランは抗議鎮圧に対するあらゆる関与を否定した。

### 2011年5月
5月1日、バニヤースは抗議者たちが掌握する南部と、治安部隊によって政府の支配下におかれる北部とに分裂した。
5月6日、金曜礼拝の後、政権に抗議するデモ隊がシリア各地の街に集結した。抗議開始から1時間の間に、治安部隊の映像や音声がオンラインに出現し、中には致命的な暴力も見られた。ホムスでは武装グループが軍の検問所を武力攻撃し、11名のシリア軍兵士が殺された。ホムスだけで少なくとも3名が死亡し20名が負傷、ホムスとハマーにおける死者は合わせて12名にのぼり、反政府指導者のムアーズ・アル＝ハティーブやリヤード・セイフ（en:Riad Seif）が秘密警察によって拘留されたといわれる。ダマスカスおよびその郊外では数万人が行進したといわれ、アルジャジーラのアラビア語チャンネルがこの街から数分間中継したところによれば、そのうち7,000名は葬儀の装束に身を包み、バニヤースで集めたオリーブの枝と花を持ち、人々は「平和的に軍隊を迎えたい」と語った。ダルアー周辺では数千名のシリア人が抗議の行進に参加し、街の包囲を固めていた治安部隊は、住民のための物資を携えた抗議者たちが市内に入ることを拒絶した。
この「反抗の日」の後、アムネスティ・インターナショナルは、活動家のラザン・ザイツーネ、ワエル・ハマダ、ハイサム・アルマレ、カマール・アッ＝ラブワーニー（en:Kamal al-Labwani）の子供であるヒンド・アッ＝ラブワーニーとオマル・アッ＝ラブワーニー、ジュワン・ユセフ・ホルシド、ワリド・アルブンニ、およびスハイル・アルアタッシが連れ去られたと報告した。
反政府活動家によると、5月8日、ホムスでの政府による取り締まりにおいて、12歳の少年が殺され、10歳の少年が逮捕された。

### 2011年6月
6月に入っても反政府デモは沈静化の兆しを見せることはなく、イギリスやフランスなどからは国際連合安全保障理事会決議を求める声も上がりはじめる。6月9日にはIAEAにて核問題を安保理に付託する決議を採択するなど国際的な包囲網が敷かれる中、アサドは新たな軍事活動を開始する。10日には全土で反政府デモが発生し市民32人が死亡、トルコへの脱出も相次いだ。こうした弾圧に対してアメリカも英仏などが提案する決議案を支持する姿勢を明らかにし、16日には国連事務総長潘基文もアサドに対して国民に対する弾圧の停止を要求、対話を求めた。
20日にはアサドが憲法改正も含む国民との対話を行う意向を表明するなど柔軟な姿勢を見せたもののデモ沈静化にはつながらず、24日には全土で再びデモが発生。数万人が参加し治安部隊が発砲、市民15人が死亡した。アサドが宣言した国民との対話は7月10日に行われると発表している。

### 2011年7月 自由シリア軍の発足
10日に行われるとアサドが宣言した国民との対話は多くの野党勢力が政府側との交渉を欠席した。野党勢力の代表達は「アサド大統領が，自分達が出した主要な要求の数々を遂行しないうちは、交渉に参加しない」と述べた。主張の内容は「抗議行動に対する弾圧の停止と政治犯の釈放。」である。10日シリア政府は、在野勢力側との「国民対話」スタートを発表、「10日から二日間、与党と在野勢力との間の会合が始まっている」としている。なお交渉への参加意向を示した野党勢力もシリアの与党アラブ社会社会主義バース党（バアス党）の優位性撤廃を求めた。シリア憲法では、バアス党を「国家を指導する政党」と規定している。
反体制派勢力はトルコのイスタンブールで16日に開かれた会合で評議会設立に関する決定を承認した。同会合は、数ヶ月続くアサドの大統領退陣を求める反政府デモが静まらないことを背景に開かれた。会合には、シリアから追放された350人以上の活動家らが出席、反体制派の著名な活動家ハイサム・アル＝マーリフは、「他の反体制派グループを支援し、民主的発展の道に従って国を導くために、我々は活動してゆく」と述べた。
国内で高まりをみせる反政府運動を背景に、バアス党は独占的な政治的地位を放棄せざるを得なくなったと見られ、政府は国内での結党を許可する法案を25日に承認した。1963年以来、シリアの政治システムで主導的な役割を担ってきたのは、憲法で与党の地位を保守されたバアス党で、アサドはその書記長を務めている。なお新しい法案には、政党は宗教を基盤にして創設する事はできず、さらに外国の政治組織の支部として軍あるいは武装組織を基盤として党を作ったりする事は禁止している。
7月29日、シリア軍の大佐リヤード・アスアドは、インターネットでビデオ映像を配信し、そのなかで軍を離反し、「自由シリア軍」設立を発表する。「民間人を殺害する治安部隊に対して、合法的な目標をもって対峙することになる」と述べ、「我々はシリア領内のあらゆる場所で例外なく目標を実行する」と表明した。また、「名誉あるすべての軍人」と彼が名づけた兵士に直ちに軍を離反し、国民の胸に自らの銃を向けることを止めるよう呼びかけた。

### 2011年8月
8月に入っても反政府デモに対する弾圧は続き、国連安保理では対策をとることができない事態が続く。リア・ノーボスチ通信によれば、2日目となる安保理でのシリアに関する議論では、15の理事国の間での意見が分かれているという。ロシアの国連常駐代表ヴィタリー・チュルキンが記者らに、「欧米諸国はシリアでの問題の責任が完全に政府側にあるとしており、シリア政府に圧力をかけることが必要だと考えている一方で、ロシアを含むほかの国々は、シリア国内のすべての勢力を対話のテーブルにつかせることが重要だと考えている」とのこと。シリア問題に関しては、どのような形で安保理としての反応を示すのかについても定まっていない状態であった。
米国は、アサド側の行動に原因があると考えを政府報道官のカーニーが伝えた。カーニーは、シリア政府が一般市民への武力行使を停止するために、米国はシリア政府に圧力をかけるための新たな対策の検討を続けていると指摘した。カーニーは、アサドがいないほうがシリアのためになると指摘した。報道官は、アサドは反政府抗議デモの参加者らへの武力行使を強化することで、国民の要求に応える用意も、その能力もないことを提示していると述べた。人権擁護家らのデータによるとシリアでは約4ヶ月前から続く大規模な抗議デモへの弾圧によってこれまでに1300人以上が犠牲になったとした。シリア政府は、軍は武装した過激派グループに対抗しているだけにすぎないと述べている。
シリア外相ワリード・アル＝ムアッリムが6日、ダマスカスで外国の大使らと会談した際に自由な人民議会選挙が今年末までに実施されると述べた。現議会の任期は、来年4月までとなっている。外相の声明はペルシャ湾岸諸国がシリアに対して武力行使を即時停止するよう呼びかけた後に表明された。アサドは4日、野党政党の活動を承認する大統領令を発令した。
アサドは8日、反政府デモが発生している各都市の代表者らと協議した後、国防相を更迭しシリア軍参謀長ラージハを新国防相に任命した。2009年から国防相を務めていたハビーブは欧州連合によるシリアの高官らに対する制裁リストに含まれていた。シリア国営放送によって、翌日9日に死去したことが発表された。72歳だった。死因は健康上の問題とのこと。
ブラジル外務省が10日、インド、ブラジル、南アフリカの外務省代表らとアサドがダマスクスで会談した際にアサドは、複数政党制導入と憲法改正を行うことを明らかにした。憲法改正プロセスは来年の2月から3月に終了するという。
アサドは、国連事務総長パンとの電話会談で「シリア国内での反政府抗議行動参加者に対する軍と治安部隊による作戦は、停止された」と伝えた。しかしながら以降も軍による弾圧の死者は増え続けた。

### 2011年9月 シリア国民評議会の形成
デモ開始から半年目の15日にトルコのイスタンブールで開かれた会合でアサド退陣を求める反体制派の統一機関「シリア国民評議会」が形成された。「国民評議会」のメンバーとして、140人が正式に任命された。メンバーの多くは、シリアに滞在していた。
9月27日、イギリス、フランス、ドイツ、ポルトガルが国連安保理にシリア政府による反政府勢力への弾圧を非難する決議案を提出。しかし10月4日、ロシアと中国の拒否権行使により否決。
アサドは28日、最高選挙管理委員会組織に関する大統領令に署名した。サナ通信によれば、委員会のメンバーには高等裁判所の顧問10名が含まれていた。選挙に関する法案は、7月に政府により承認済みだが、その際、新しい政党法についても討議すべきだとの声が上がった。

### 2011年10月
安保理決議採択が4日に行われたが否決された。AFPが伝えたところでは安保理15カ国のうち9カ国が、シリア国民に対する同国当局の弾圧を非難する決議に賛成、4カ国が棄権した。ロシアと中国は拒否権を行使した。投票後、ロシアの国連大使ヴィタリイ・チュルキンは「西欧諸国が持ち出した決議案が採択されたならば、シリア内戦激化を煽る事につながっただろう｣と指摘し｢ロシアは、シリアでリビアのシナリオが繰り返されることには反対だ｣と強調した。
野党はアサド政権との対話に反対の立場であることを表明、野党はシリア政府は対話を危機から脱出するための解決策の模索ではなく、政権側にとってより好適なイメージをつくるために利用していると述べ、シリアで暴力が高まっている責任は政権側にあるとし、武力を用いて危機を解決する方法は緊張を高めるだけだと強調した。

### 2011年11月

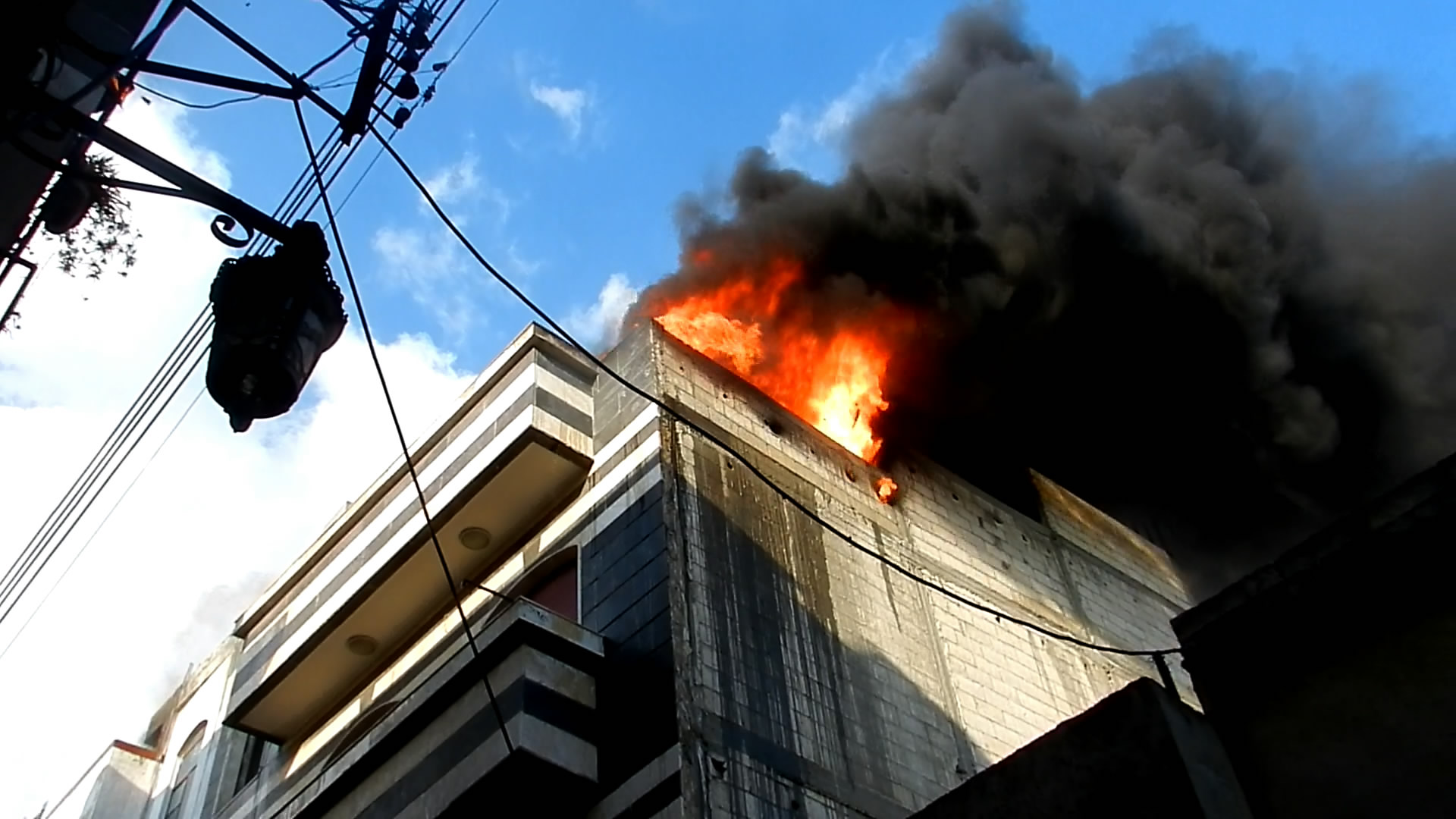
戦闘によって火災が発生したホムス市内のビル

アラブ連盟はシリア問題に関する緊急会合を16日、モロッコの首都ラバタで開催する。アルジェリアの外務報道官アマラ・ベラニの声明では、「我々は16日ラバタで、シリア問題に関するアラブ連盟外相会合を開催することに決定した。」と述べられている。アラブ連盟による最後通牒への返答のために、48時間が残された。16日には、シリアに対する制裁措置が発効、アラブ連盟におけるシリアの加盟国としての立場の停止と、それに伴う経済的、政治的制裁が行われた。アラブ連盟は、シリア政府が反政府デモの「流血の弾圧」を停止し、同国への監視団派遣を認めるために3日間を与えた。
アサドは、英国の新聞「サンデー・タイムス」のインタビューに応えた中で「シリアへの軍事侵攻は、中東全体を不安定化させ、その後遺症は『ひどく恐ろしいもの』になるだろう」と述べ、「もし西側のリーダーに道理と理性があるならばそんな事はしないだろう。自分個人としては、外国軍と戦い、シリアのために死ぬ用意ができている。アラブ連盟は『挑発行為』を行い、外国による対シリア干渉の土壌を用意している。自分は大統領の座を去るつもりはない。」と述べた。
11月20日未明、バアス党支部にロケット弾が撃たれた。「自由シリア軍」が犯行声明を出した。
11月23日国連総会は、シリアにおける人権侵害を非難する決議案を採択した。賛成122、反対13、棄権はロシアを含め41カ国だった。

### 2011年12月
シリアは、アラブ連盟からの監視団を受け入れるための議定書に調印した。AFP通信が明らかにした。監視団は、シリア政府が危機の克服について、実際に平和的な手段での解決を目指し、流血を止めようとしていることを確認するのが目的。これより先、アラブ連盟はシリア国内での暴動が続いていることを受けて、シリアの加盟国としての立場を停止し、経済的な制裁措置を導入していた。国連の資料によれば、シリア国内では5千人以上が犠牲になっているという。
アラブ連盟からの定期監視団が25日、シリアに到着する。監視団は、アラブ連盟によるプランがシリア政府によって守られているかどうかを確認することを目的としたもの。そのプランには、政府軍の都市部からの撤退をはじめ、暴力の停止、政治犯の恩赦、野党勢力との対話などが盛り込まれている。これより先22日、首都ダマスカスには30人からなる最初の監視団が到着していた。25日に到着する監視団は150人規模となる。団長を務めるのは63歳のスーダンの将軍ムハンマド・アフマド・ムスタファー・アッ＝ダービー。アッ＝ダービーはスーダンの軍事諜報を指導した経歴があり、アフリカ各地の外交使節や平和維持活動に参加していた。シリア政府は先週、アラブ連盟のプランに調印し、その一部を実行に移した。

### 2012年1月
2012年1月28日、シリアを非難する国連安保理決議案が提示された。しかし2月4日の採決では2011年10月の時と同様にロシアと中国が拒否権を発動し採択されなかった（それ以外の理事国13カ国は賛成）。

### 2012年2月

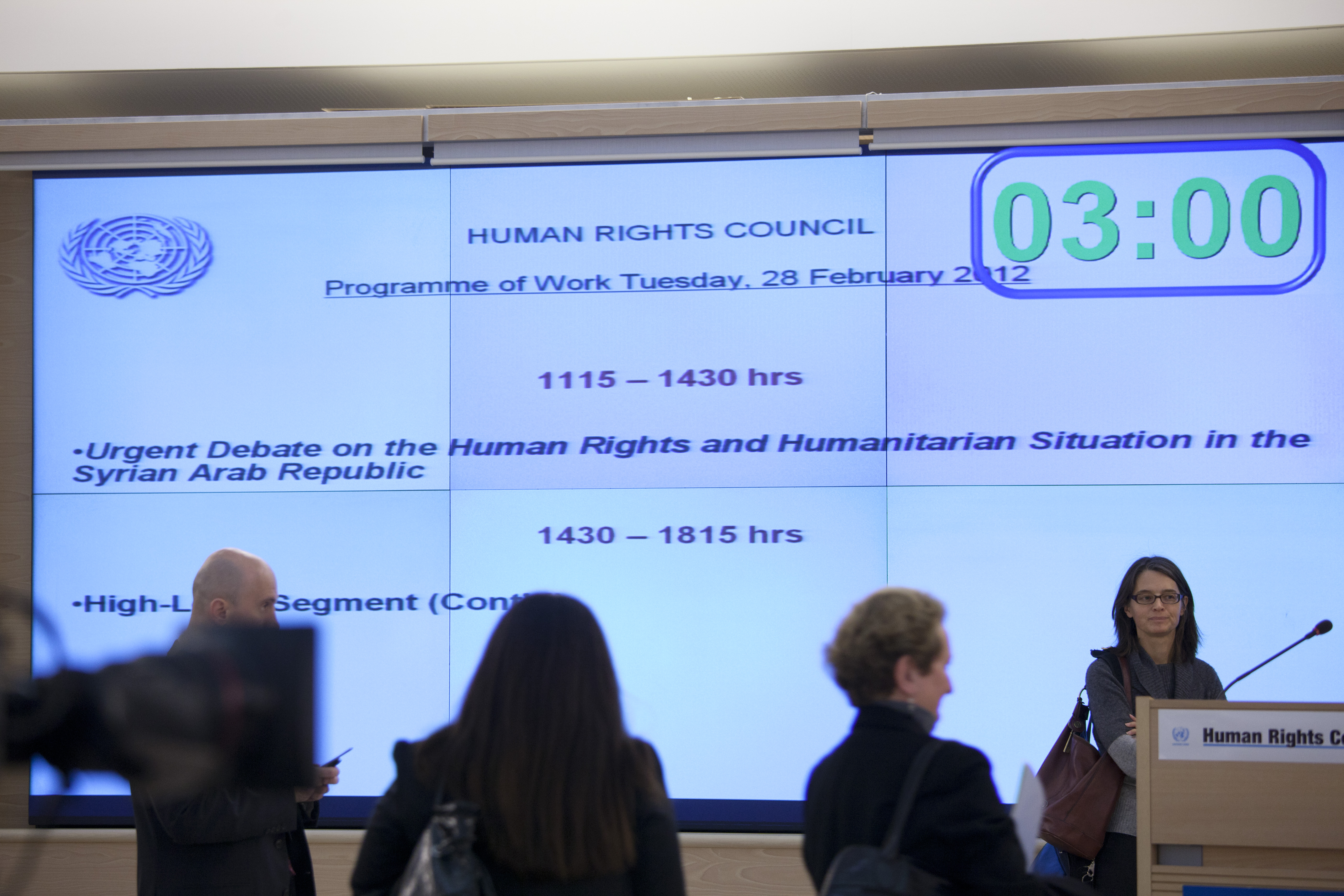
2012年2月28日、国連において、シリアに関する緊急の会合が開かれた

2月16日、安保理常任理事国でも拒否権を行使できない国連総会において、シリア政府に対して弾圧即時停止を求める決議案が提示された。ロシアと中国を含む反対は12だったが、137の賛成多数で可決した。

### 2012年3月 政府軍によるホムス制圧（第1次ホムス制圧）
3月1日、政府軍が反体制派の最大拠点であったホムスを制圧。

### 2012年5月
5月7日、人民議会選挙が実施される。バアス党および同党が主導する進歩国民戦線加盟政党、2011年に制定された政党法のもとで認可された新党が立候補者を擁立し、選挙戦を戦った。また各地のビジネスマン、実業家らも無所属候補として出馬する一方、反体制組織のほとんどは選挙をボイコットした。

### 2012年6月 政府軍によるトルコ軍機の撃墜
6月22日、トルコ軍のF4ファントムがシリアに撃墜された。

### 2012年7月 反体制派の大攻勢
7月15日、ダマスカスで反体制派と政府軍による激しい戦闘が勃発し、17日には反体制派が市民に対して一斉蜂起を呼び掛けた。18日、ダマスカスの治安機関本部で反体制派の自爆テロにより、国防相ラージハ、副国防相シャウカト（大統領アサドの義兄）、副大統領補トゥルクマーニーの3人が死亡し、内相シャアールと国家治安局長イフティヤールが負傷した。これに対してアサド政権側は、直ちに新国防相にファリージを任命し、反体制派への報復を宣言し攻撃を開始した。20日、イフティヤールが死亡。
7月19日、国連安保理において、「国際連合シリア監視団 の派遣延長」と「アサド政権への制裁」を合わせた欧米の決議案を採決したが、またもや中国・ロシア両常任理事国が拒否権を発動し、否決された。同日、反体制派がトルコ国境検問所とイラク国境検問所を含む3か所の検問所を制圧し支配下に置いた。
7月20日、反体制派がアレッポ東部を掌握（アレッポの戦い (2012-)） 。

### 2012年8月 日本人ジャーナリスト殺害

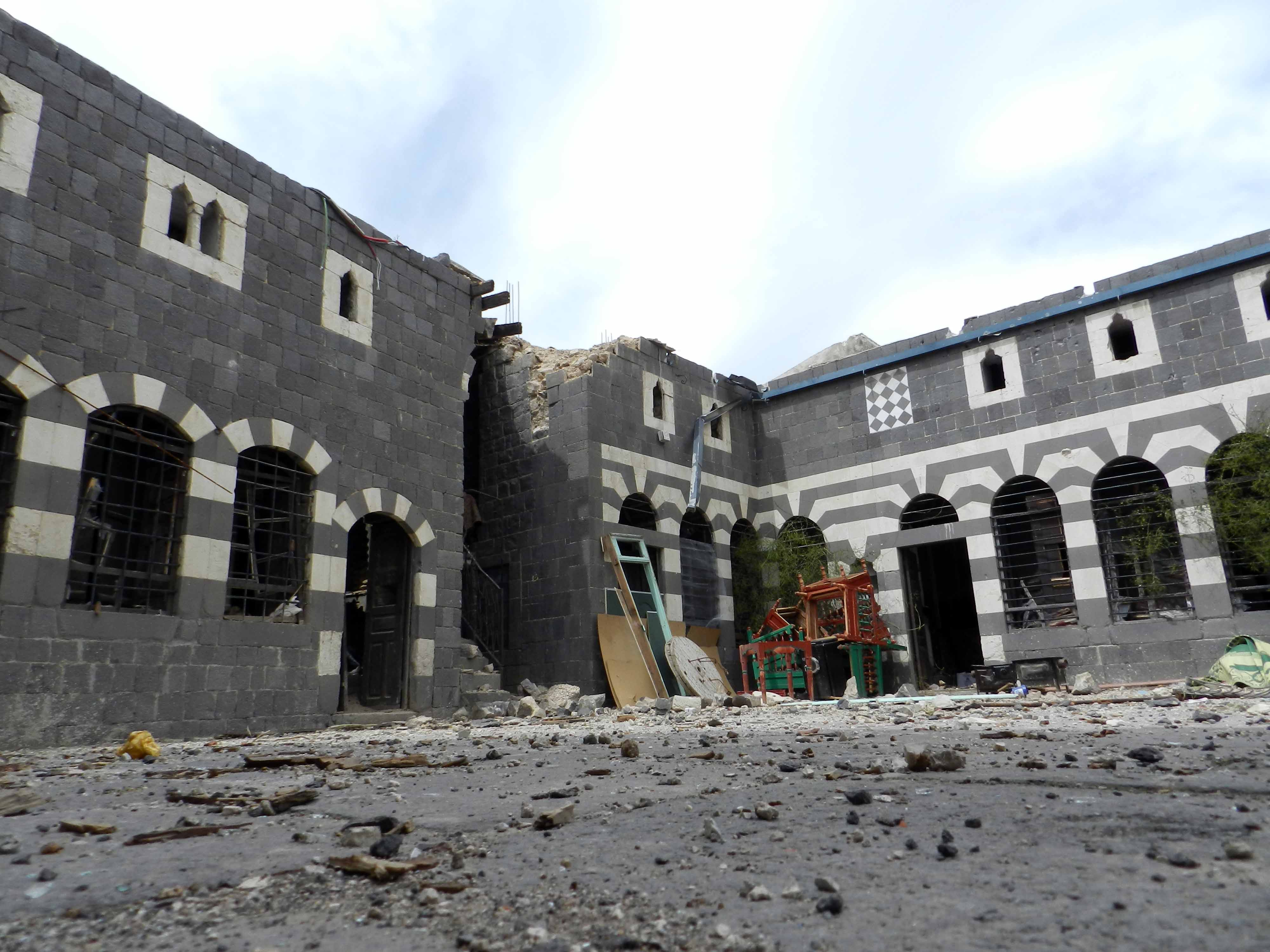
混乱により破壊されたホムスの建物

8月6日、首相リヤード・ファリード・ヒジャーブが、政権からの離反を表明した。9日、ヒジャーブの後任にワーイル・ナーディル・アル＝ハラキーが任命された。
8月9日、シリア問題解決を目的とした会議が、イラン・テヘランで開催され、29カ国の代表が参加した。うちイラン、イラク、パキスタン、ジンバブエからは外相が出席した。同日、政府軍と反体制派の戦闘が続いているアレッポで、反体制派・自由シリア軍は中心部のサラーフッディーン地区から撤退した。
8月10日、シリアとヨルダンの国境で、両国軍による戦闘が起こった。同日、イギリス外相ウィリアム・ヘイグは、シリア反体制派に対し500万ポンド（6億円相当）の非軍事的支援を表明した。同日、アレッポ国際空港に対する反体制派の攻撃を、政府軍が撃退した。
8月11日、アメリカ国務長官ヒラリー・クリントンは声明を発表し、シリアの反体制派に対しさらに550万ドルの非軍事的支援を行うことを明らかにした。
8月12日、シリア当局は、国際テロ組織アルカイダとの関連が疑われるジハード主義組織ヌスラ戦線の指導者ワーイル・ムハンマド・アル＝マジダラーウィーを殺害した、と発表した。
8月16日、マッカで開かれていたイスラム協力機構の首脳会議で、シリアの加盟資格停止が決まった。また、同会議でエジプト大統領ムハンマド・ムルシーは、シリア問題解決方法を検討するため、近隣主要関係国であるエジプト、イラン、サウジアラビア、トルコの四カ国による会議をつくることを提案した。
8月16日、国連安保理が、シリアの国連停戦監視団の解散・撤収を決定した。17日、国連は、国連・アラブ連盟合同特使アナンの後任として、アルジェリア元外相のラフダル・ブラヒミが肩書を「特別代表」と変えて就任することが決まった、と発表した。
8月20日、日本人ジャーナリスト山本美香がアレッポを取材中にシリア政府軍と思われる部隊に射殺された。
8月21日、シリアのカドリー・ジャミール副首相は、モスクワでロシア外相セルゲイ・ラブロフと会談し、「シリア政府は直ちに反体制派と政治対話を行い、各方面との和解のために努力していきたい」と述べ、また、会談後の記者会見において、反体制派との対話が行われれば、アサド退陣についても協議する用意があることを表明した。
8月25日、国連シリア停戦監視団長ババカ・ガイが、全ての活動を終えシリアから出国した。
8月28日、国連難民高等弁務官事務所（UNHCR）は、シリアから周辺国に逃れた難民の数が21万4120人に上ることを明らかにした。

### 2012年9月

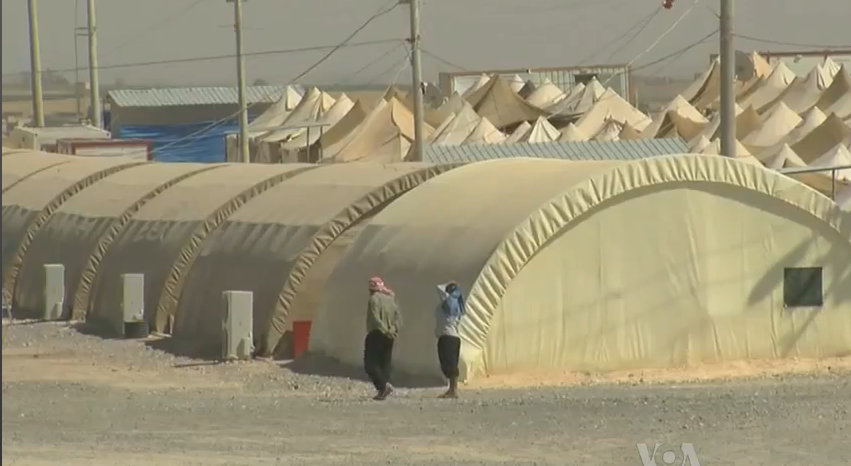
トルコに設けられた難民キャンプ（2012年9月）

9月4日、事務総長国連のパン・ギムンは、シリア情勢報告の中で、アサド政権・反体制派双方に対する武器供与が事態を悪化させていること、双方が市民保護をせず国際人道法に背いているのは明白であることを指摘した。
9月6日、国連パレスチナ難民救済事業機関（UNRWA）の職員が、自宅で銃撃され殺害された。9日、ダマスカス郊外でUNRWAの職員が、出勤途中に銃撃され死亡した。
9月10日、ブラヒミ国連・アラブ連盟特別代表はエジプトを訪問し、シリア問題の打開策についてエジプト大統領ムルシーと協議した。また、同日エジプト外務省は、先にムルシーが提唱していたトルコ、サウジアラビア、イラン、エジプトのシリア周辺四カ国によるシリア問題解決を目的とした会議が、同日カイロで開かれると発表した。
9月12日、ブラヒミ国連・アラブ連盟特別代表とアラブ連盟事務局長ナビール・エル＝アラビーが、カタール首相兼外相ハマド・ビン・ジャーシム・ビン・ジャブル・アール＝サーニーとカイロで会談した。
9月14日、レバノンを訪問中のローマ教皇・ベネディクト16世は、シリア情勢に関し「武器を輸出するのは大罪だ」と述べ、兵器輸出の即時停止を求めた。
9月15日、シリアを訪問している国連・アラブ連盟特別代表ブラヒミは、就任後初めてシリアのアサドと会談した。
9月16日、イランのイスラーム革命防衛隊司令官モハンマドアリー・ジャアファリーは、革命防衛隊メンバーが、シリアで非軍事的支援を行っていることを明らかにした。
9月17日、国連人権理事会の独立調査団長パウロ・ピネイロは、シリア国内におけるジハード主義者を含む外国人勢力の存在感の増大と、それら勢力が国内反政府武装勢力をより過激な姿勢に仕向けている傾向がある、と報告した。
9月17日、エジプトのムルシーの提唱ではじまったシリア問題解決を目的とする「イスラム4カ国（エジプト、イラン、トルコ、サウジアラビア）協議」の初の外相会合がカイロで開かれたが、サウジ外相サウード・アル＝ファイサルは欠席し、代理も出席しなかった。
9月19日、イラン外相サーレヒーがシリアを訪れ、アサドと会談した。
9月20日、ダマスカス近郊のドゥーマーで、シリア政府軍のヘリコプターが墜落した。反体制派は、撃墜したと主張した。
9月22日、反体制派武装勢力・自由シリア軍は、司令部をトルコからシリア国内に移動させたと発表した。ただし、シリア国内のどこであるか、いつ行ったかについては明らかにしなかった。
9月23日、ダマスカスで、外国からの支援を受けた武装勢力や在外人士中心の反体制派組織「シリア国民評議会」に批判的な左派系反体制派組織・「民主変革勢力国民調整委員会（NCCあるいはNCB）」の呼びかけで反体制派の会議が開かれ、平和的手段によるアサド政権打倒で一致した。この会議には他に約20の反体制派勢力が参加したが、反体制派武装勢力・自由シリア軍は、この会合への参加を拒否した。
9月26日、カタール首長ハマド・ビン・ハリーファ・アール＝サーニーは、国連総会一般討論演説で、シリア問題に関して「政治的・軍事的・人道的義務からアラブ諸国自身が軍事介入した方が良い」と述べた。一方で、エジプトのムルシーは、前日の25日アメリカPBSテレビのインタビューにおいて、シリアに対する外国の軍事介入について、反対である、と述べ、大いなる誤りだ、と指摘した。

### 2012年10月

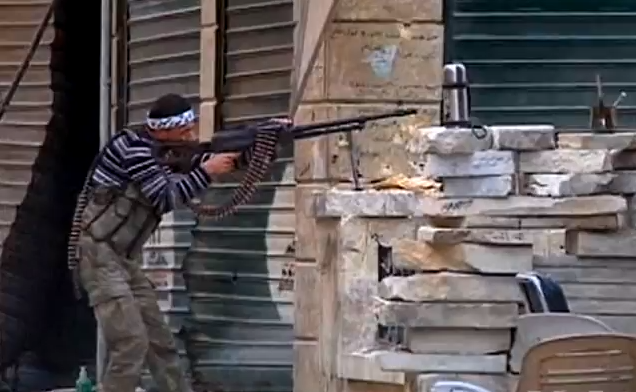
アレッポの戦いにて戦闘中の兵士

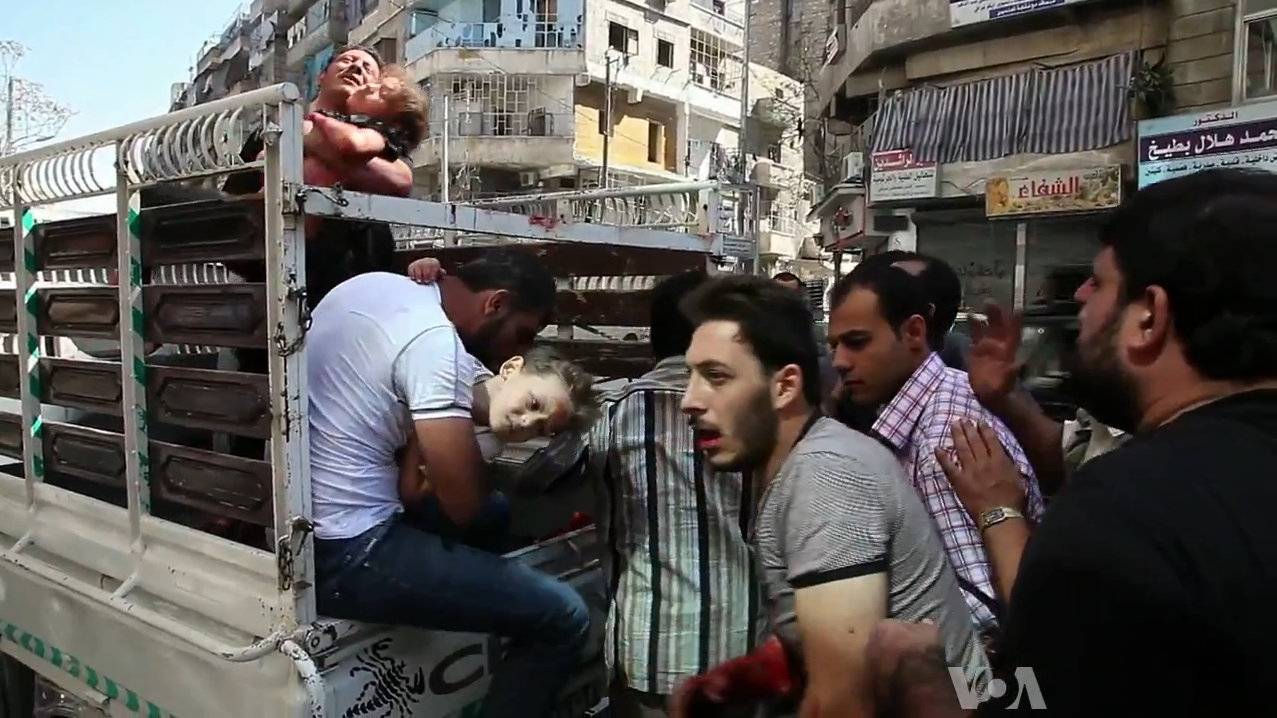
アレッポの戦闘に巻き込まれ、負傷した民間人が病院に担ぎ込まれている

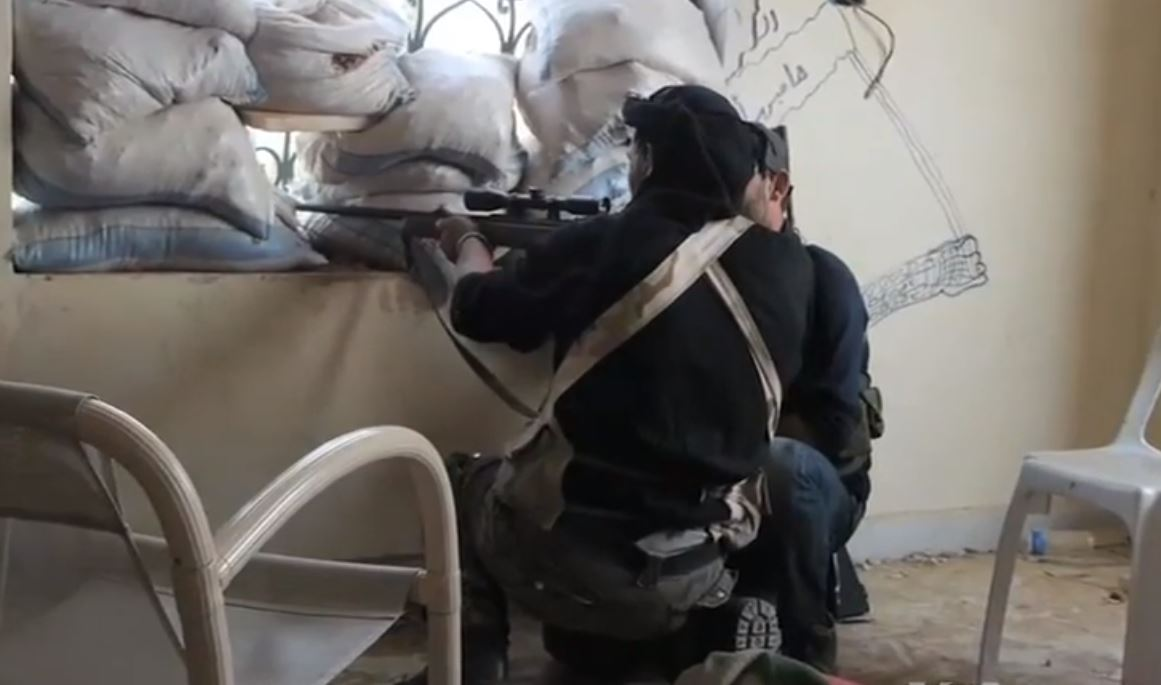
政府軍に狙撃を行っている反政府側の兵士

10月2日、レバノンの治安当局者が、アサド政権と密接な関係を持つレバノンのシーア派組織・ヒズブッラーの司令官アリー・フセイン・ナースィーフと戦闘員がシリア国内で死亡したことを明らかにした。ヒズブッラー系紙アル＝インティカードは、「ジハードの義務を遂行中に」死亡した、と伝えたが、ヒズブッラーの報道官イブラーヒーム・ムーサウィーは、死亡については認めたが、いついかにして死んだかなど詳細については明らかにしなかった。同日、ヤン・エリアソン国連副事務総長は、シリア問題に関して「エジプトと協力しながら進めていく」と述べ、ブラヒミ特別代表が来週からカイロで活動をはじめることを明らかにした。
10月3日、シリア北部の都市アレッポのサアドッラー・アル＝ジャービリー広場で、シリア政府軍を狙った車爆弾攻撃が3件発生し多数の死傷者が出た、とシリアメディアなどが報じた。シリアに拠点を置くジハード主義組織ヌスラ戦線が、車爆弾攻撃への関与を認め、この攻撃が自爆攻撃であったと主張している。
3日にシリアからの砲弾でトルコ住民5人が死亡して、両国の国境で高い緊張状態が続いており、トルコ政府は4日、シリアに派兵する議会承認を得た。
10月8日夜、ダマスカス近郊のハラスターの軍施設に対し、2回の自爆攻撃があった。アルカイダ系ジハード主義組織ヌスラ戦線が実行者であるとの声明を出した。
10月12日、国連・アラブ連盟合同特別代表ブラヒミが、サウジアラビアのジッダを訪れ国王アブドゥッラー・ビン・アブドゥルアズィーズと会談した。
10月17日、ヨルダンの治安当局者が、16日、3人のヨルダン人のジハード主義者をシリアとの国境付近でシリアから不法入国した後に逮捕したことを明らかにした。ヨルダンのジハード主義指導者によると、3人は過去数ヶ月間ダルアーでアラブジハード主義勢力とともに戦っていたという。
10月20日、シリアを訪問していた国連・アラブ連盟合同特別代表ブラヒミは、ダマスカスで外相ムアッリムと会談した。ブラヒミは、先に26日から29日のイード・アル＝アドハー（犠牲祭）期間内の停戦案を提示しており、これに対しトルコやイラン、中国などの支持を得ていた。
10月21日、ダマスカス旧市街のキリスト教徒居住者が多いバーブ・トゥーマー（トーマス門）付近の警察署前で、自動車に仕掛けられたとみられる爆弾が爆発し、少なくとも13人が死亡した。
4日間の停戦合意は、初日から事実上崩壊した。

### 2012年11月 シリア国民連合の樹立

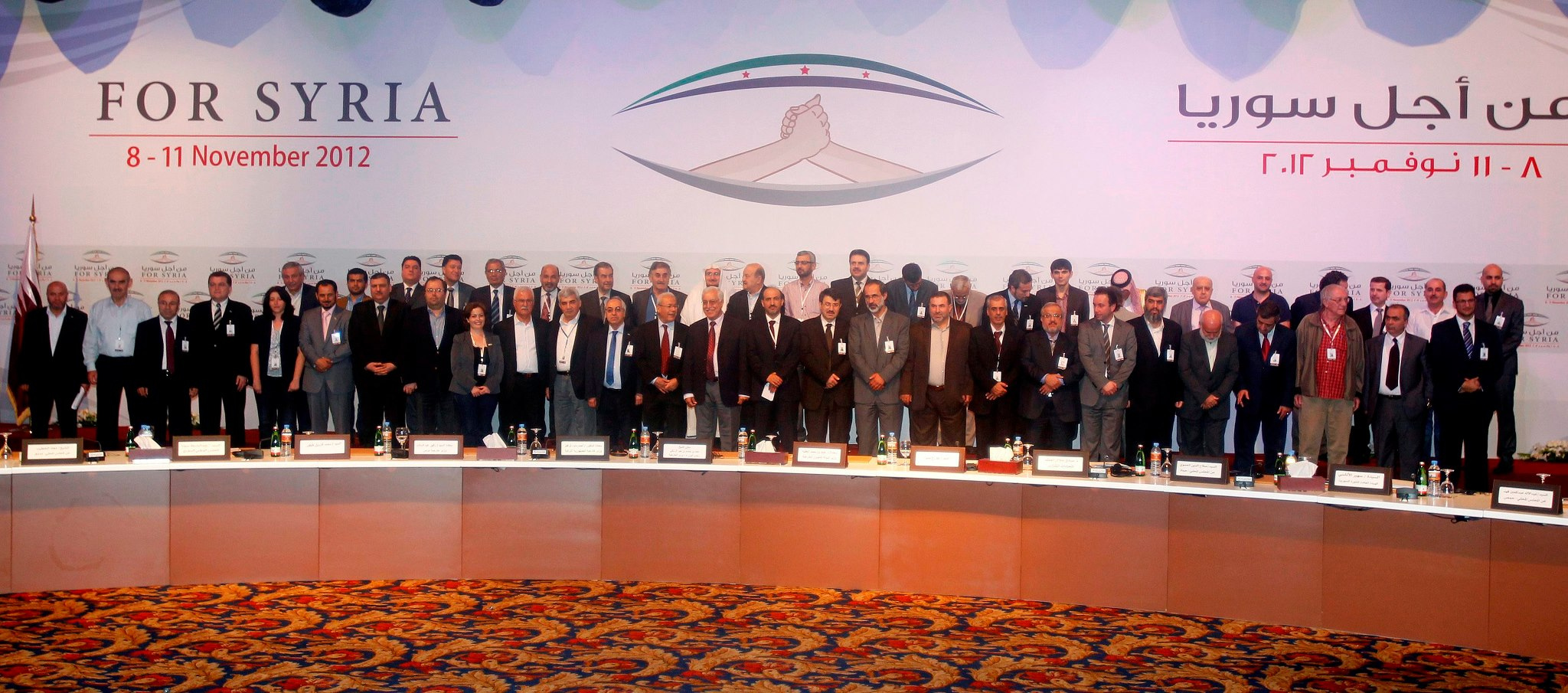
ドーハに集まったシリア国民連合の代表者メンバー

11月11日には従来のシリア国民評議会に代わる新たな反政府統一組織シリア国民連合が樹立され、フランスなどがシリアにおける唯一の正統な代表者として承認した。

### 2012年12月

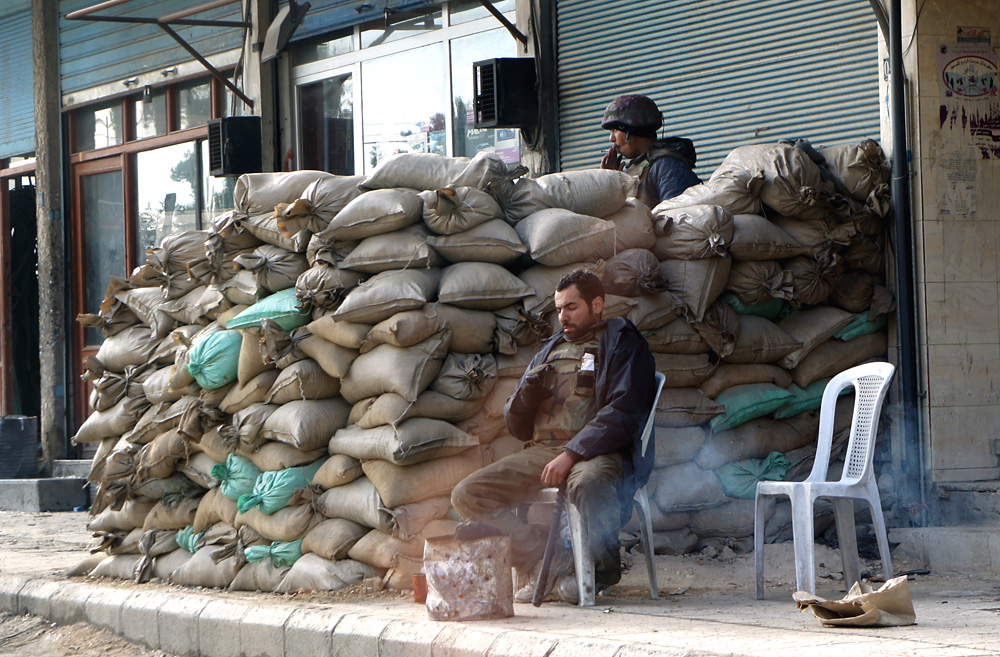
シリア軍の検問所（2012年12月）

12月11日、アメリカは、アルカイダとの関連が疑われる反体制派武装勢力「ヌスラ戦線」をテロ組織に指定した。
12月12日、モロッコのマラケシュで開かれていた「シリア友人会合」は、シリア国民連合をシリア国民を代表する唯一の代表として承認した。
12月17日、同日付のレバノン紙アル＝アフバールのインタビューで、シリア副大統領ファールーク・アッ＝シャルアは、政権・反体制派ともに最終的な解決をなし得ないこと、軍事的・政治的解決が一層困難となっていることを指摘し、国連安保理・周辺国などの関与の下での挙国一致政権の樹立が不可欠、と主張した。
12月21日、日本政府は安全保障会議を開催し、現地情勢の悪化を理由に、ゴラン高原に派遣していた自衛隊のPKO部隊の撤収を決定した。
12月26日、シリア政府の憲兵隊司令官少将アブドルアズィーズ・アッ＝シャッラールが、動画投稿サイトに掲載したビデオ声明で、政権より離反し反体制派へ加わることと明らかにした。

### 2013年1月

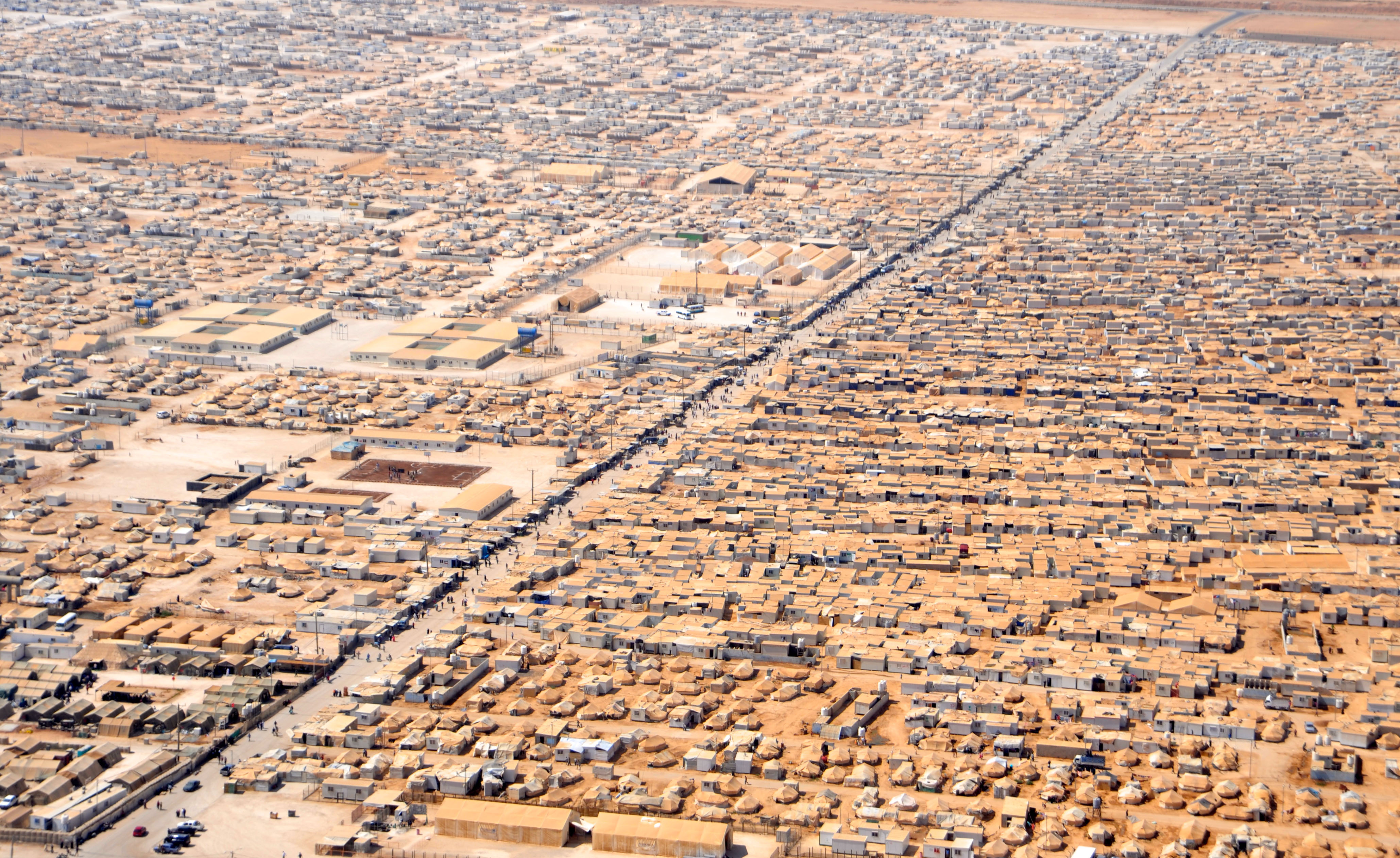
ヨルダンの難民キャンプ

1月11日、反体制派はイドリブ県にある政府軍のタフタナーズ空軍基地を制圧した。

### 2013年2月
2月21日、ダマスカスで、バアス党本部やロシア大使館の近くで車爆弾攻撃があり、53人以上が死亡した。
2月22日、「シリア国民連合」は、反体制派が支配するシリア北部を統治するための暫定政府を樹立する方針を明らかにした。
2月28日、「シリア友人会合」がローマで開かれ、アメリカ国務長官ジョン・フォーブズ・ケリーは反体制派に対して食糧や医療衛生用品など6000万ドル相当の非軍事支援を行うことを明らかにした。

### 2013年3月
3月6日、国連難民高等弁務官事務所は、シリアから国外へ逃れた難民の数が100万人に達したことを明らかにした。また同日、ゴラン高原において停戦監視にあたっている国連兵力引き離し監視軍（UNDOF）のフィリピン人要員21人がシリア反体制派勢力に拘束された。「ヤルムーク殉教者」と名乗る組織がネット上に犯行声明を出した。9日、UNDOFのフィリピン人21人が解放された。
3月18日、反体制派の連合体「シリア国民連合」は、イスタンブールにおける会合で、暫定政府の首相に米国生活が長いビジネスマンでクルド人のガッサーン・ヒートーを選出した。
18日、シリア軍戦闘機2機がレバノン北部の町アルサールにロケット弾3発を撃ち込んだ。この攻撃による犠牲者などは伝えられていない。レバノン大統領ミシェル・スライマーンは、「受け入れられない」としてこの攻撃を批判、シリア外務省は攻撃を否定している。
3月21日、ダマスカスのアル＝イーマーン・モスク内で自爆があり、スンナ派指導者（ウマイヤド・モスクのイマーム）でアサド政権寄りのムハンマド・サイード・ラマダーン・アル＝ブーティー師とその孫を含む42人が死亡した。
3月24日夜、自由シリア軍の指導者リヤード・アル＝アスアド大佐が、シリア東部マヤーディーンで乗っていた車が爆発し重傷を負った。

### 2013年4月
4月8日、中央銀行や財務省のあるダマスカス中心部サバア・バハラート地区で自爆があり、少なくとも15人が死亡した。
4月10日、反体制派ヌスラ戦線が、アルカイダの指導者アイマン・ザワーヒリーに忠誠を誓う声明を発表した。

### 2013年5月
5月5日、5日未明にダマスカスの近郊にある科学研究施設がイスラエル国防軍によるミサイル攻撃を受けた、とシリア国営のシリア・アラブ通信（SANA）が伝えた。
5月5日、国連人権理事会のシリア問題に関する国際調査委員会の調査官カルラ・デル・ポンテは、シリア反体制派武装勢力がサリンを使用した可能性が高いこと、現在のところシリア政府軍が化学兵器を使用した根拠が発見されていないことを明らかにした。
5月8日にヌスラ戦線の指導者アブー・ムハンマド・アル＝ジャウラーニーがダマスカスの近くで政府軍の爆撃により負傷した、とシリア人権監視団が伝えた。ヌスラ戦線側はこれを否定した。

### 2013年6月
6月2日、レバノン領内で、シリア反体制派武装勢力とヒズボラの間で戦闘があり、死者が出た。
6月5日、シリア国営テレビが、シリア政府軍がレバノンとの国境に近い戦略的要衝クサイルを完全に掌握したことを伝えた。

### 2013年7月
7月29日、シリア国営テレビが、ホムスの反政府勢力拠点ハーリディーヤ地区（ハマーの南7km）をシリア政府軍が制圧したことを伝えた。

### 2013年8月 政府軍による化学兵器使用疑惑とNATO軍介入危機
2013年8月、化学兵器によって殺害されたとされる市民の遺体（リンクをクリックして画像を開く）
8月18日、サリンなどの神経ガスの使用の有無を調査するための国連調査団がダマスカスに入った。
28日、イギリスが化学兵器の使用を根拠としたシリアへの武力行使を容認する決議案を国連安全保障理事会に提出。しかし中国・ロシアの反対により合意に至らなかった。オバマ大統領はテレビ局のインタビューに応じた中で、アサド政権が化学兵器を使用した事を結論付けたと発言し、軍事介入を示唆した。29日、英国下院が同国によるシリアへの軍事介入を容認する動議を否決した。

### 2013年9月
9月4日、アメリカ上院外交委員会は、シリアへの軍事攻撃を条件付きで承認した。地上軍投入は禁止し、軍事行動の期間を最大90日間に限定するなどの内容となっていた。
9月5日、ロシアのサンクトペテルブルクでG20首脳会議が開催された。経済問題を話し合う場だが、今回はシリア情勢について意見がかわされた。攻撃を主張するアメリカ、フランスに対してロシア、中国は攻撃反対を主張し、その溝は埋まらないまま閉幕した。また、教皇フランシスコは、プーチンに書簡を送り、軍事介入は「無益な努力」だと訴えた。
9月9日、ロシア外相ラブロフは緊急記者会見で、シリアの化学兵器を国際管理下に置き、シリアが化学兵器禁止条約に参加することを要請した。9月12日、シリアのアサド大統領は、ロシアの国営通信RIAノーボスチのインタビューで、この要請に応じる準備があると回答した。また化学兵器禁止条約への署名後、1ヶ月後に化学兵器の情報を提供すると発表した。9月14日、シリアの化学兵器廃棄に向けて、アメリカとロシアは同意し、アメリカやフランスによるシリア攻撃は当面回避される事となった。
9月27日、安保理はシリアの化学兵器を国際管理下で廃棄させる決議案を全会一致で採択した。9月30日には、化学兵器禁止機関による査察が開始された。

### 2013年10月
10月14日、シリアは化学兵器禁止条約の190番目の正式な加盟国となった。
10月23日、シリアの友人たちのアメリカ、イギリス、フランス、ドイツ、イタリア、エジプト、ヨルダン、カタール、サウジ、トルコ、アラブ首長国連邦の11カ国が、シリア反体制派の代表とロンドンで会合を開く。将来のシリア政権にアサドを参加させないことでは一致したが、11月に予定されている和平会議に反体制派が出席するかどうかについては決まらなかった。
10月31日、化学兵器禁止機関は、シリア国内の化学兵器生産施設の破壊が完了したと発表した。化学兵器禁止機関は、予定されていた23箇所すべての施設を破壊した。化学兵器禁止機関の広報官は、シリア政府は、今後、化学兵器を製造する能力は無くなったとしている。しかし、この発表はシリア政府自身の説明に依存する所が大きく、反政府勢力は「これほど迅速に全ての設備が破壊できるものだろうか」と発表を疑問視している。アメリカの政府高官の話として、シリアが化学兵器や設備をどこか他の場所に隠した可能性がある事も指摘されている。化学兵器禁止機関による完全な化学兵器の無力化作業は、2014年6月30日まで続く予定とした。

### 2013年11月
11月15日、化学兵器禁止機関はオランダ、ハーグの本部で会合を開き、シリアの化学兵器については、廃棄の優先度の高い兵器をシリア国外に持ちだして、2014年3月末までに処理することなどで合意した。毒性の弱い兵器も、2014年6月末までに廃棄する予定とし、シリアに残った生産設備などは、シリア側が破壊する計画とされた。しかし、処理場所として有力視されていたアルバニアは受け入れを拒否しており、計画通りに廃棄が進まない可能性が示唆された。当初、アルバニアのエディ・ラマ首相は、化学兵器の受け入れに積極的だったが、国内の環境団体や学生の反対デモを受け、受け入れ反対に転じたという。他の有力候補とされていたノルウェー、ベルギーも、受け入れを拒否した。廃棄は2014年7月9日より公海上で開始され、同年の8月18日に終了した。これにより発生する分解物質はイギリス・アメリカ・ドイツ・フィンランドで処理されることとなった。

### 2013年12月
国連はシリア北東部にイラク経由で初めて支援物資を空輸した。

### 2014年1月
1月1日、シリアの化学兵器の一部を廃棄処理のため国外に持ち出す作業は、期限内であった2013年12月31日をすぎることが確実になった。
1月4日、シリアの反体制活動家は、連合してイスラム武装組織ISILを攻撃し、新たな「革命」に乗り出したと語った。
1月18日、シリア国民連合は、暫定政府を樹立するための和平会議への参加を決定した。
1月23日、スイスのジュネーブでシリア和平会議が開かれたが、1月31日、具体的な成果を挙げることなく終了した。

### 2014年2月
2月6日、シリア政権と国連は、政府軍による包囲が続いている地域への人道支援を認めることで合意した。

### 2014年5月 反体制派のホムス旧市街からの撤退（第2次ホムス制圧）
5月9日、停戦交渉に基づき、反政府勢力がホムス旧市街からの撤退を完了。

## ISの興亡

### 2014年6月 バグダディのカリフ僭称とイスラム国家の樹立宣言
6月3日、大統領選挙実施。投票率73％、得票率88.7％で現職アサドが当選（3期目続投）。反体制派の多くは大統領選挙をボイコットし、正当性は皆無と主張。
6月30日、ISILの指導者アブー・バクル・アル＝バグダーディーがカリフを指導者とするイスラム国家の樹立と自らのカリフ即位を宣言し、組織の名称をISIL（イラクとレバントのイスラム国）からIS（イスラム国）へ改称。

### 2014年7月 アサドの大統領就任（3期目）
7月16日、現職アサドの3期目の大統領就任式を実施。

### 2014年8月 ISによるラッカ県制圧
8月24日、ISはシリア北東部のラッカ県にあるシリア政府軍の空軍基地を制圧、ラッカ県のほぼ全てを手中に収めた。
8月25日、オバマは、アメリカ軍によるシリア上空での偵察飛行を承認した。
アサド政権は、ISの勢力拡大に対して国際社会と協力する用意があると表明した。これまでアサド政権打倒を目指してきた反政府派を支援してきたイギリスやアメリカの協力も歓迎するとした。
8月28日、国連ゴラン高原の兵力引き離し監視軍要員43名が武装勢力に拉致されたと発表、この武装勢力は、シリアの反体制派ヌスラ戦線の可能性が指摘された。また、同日28日、ISは先日、シリア空軍基地を制圧した時に捕らえていたシリア国軍兵士500人のうち、160名の処刑を発表、処刑映像を公開した。

### 2014年9月 ISによるコバニ包囲とアメリカ軍によるIS空爆
9月16日、ISの軍勢がトルコ国境沿いのクルド勢力の拠点都市コバニ（アイン・アル＝アラブ）市街地に侵入、コバニを巡る戦闘が激化。
9月23日、アメリカ軍がISに対する空爆を開始（生来の決意作戦）。

### 2015年1月 YPGによるコバニ解放
2015年1月1日、イギリスのNGO、シリア人権監視団は2014年を通じたシリア国内の戦闘による死者数を7万6,021人と発表。この数字は、2011年3月の戦闘開始以降で最多。死者のうち約18,000人が一般市民。
2015年1月26日、コバニを防衛していたクルド人民兵組織のYPG（人民防衛部隊）がISの撃退に成功（コバニ包囲戦）。

### 2015年3月 ヌスラ戦線のイドリブ制圧
3月24日、ヌスラ戦線を中心とするアルカイダ系反政府勢力がファトフ軍を結成。28日、ヌスラ戦線がイドリブ県の県都イドリブを制圧。

### 2015年5月 ISのパルミラ制圧
5月20日、ISがパルミラを制圧。
5月23日、ファトフ軍がイドリブ県最後の政府軍拠点ジスル・シュグール国立病院を制圧。

### 2015年8月
8月18日、ISがパルミラ研究の第一人者である考古学者ハレド・アサドを殺害。

### 2015年9月 ロシア軍による軍事介入
9月30日、ロシア航空宇宙軍がシリア政府を支援するためISに対しSu-24、Su-25、Su-34による空爆を開始。さらに10月にはカスピ小艦隊の艦艇がイラン、イラク領空を通過する巡航ミサイルによる攻撃を加えた。アメリカ政府は「ロシアが空爆した場所にISILはいない」としてロシアを非難。
これ以降、ロシアやイランの支援を受けたシリア政府軍が優勢となる。

### 2015年10月 シリア民主軍結成
10月12日、シリアのクルド人民兵部隊クルド人民防衛隊（YPG）と、複数のアラブ系反政府勢力などが正式な同盟関係を結び、シリア民主軍（Syrian Democratic Forces、SDF）を結成。

### 2015年11月 政府軍によるクワイリス軍事空港解放
11月11日、シリア政府軍がISにより包囲されていたアレッポ近郊のクワイリス軍事空港を解放。約2年ぶりに同基地に対する陸路の補給路を確保。

### 2015年12月 政府軍のホムス平定（第3次ホムス制圧）
12月9日、中部ホムスにおいて反体制派が支配してきた最後の拠点ワエル地区で停戦が成立。反体制派が撤退を開始し、アサド政権がホムス全土を掌握。
12月25日、ダマスカス南部のヤルムーク難民キャンプおよび周辺地区での停戦が成立。ISILおよびヌスラ戦線などの武装勢力が占領地域から撤退。
同日、シリア軍がダマスカス郊外県東グータ地方にあるイスラーム軍の拠点複数カ所に対して空爆を行い、同組織の最高司令官ザフラーン・アッルーシュを殺害。
12月26日、シリア民主軍がISとの戦闘の末、アレッポ県東部ティシュリーン・ダム一帯を制圧。

### 2016年1月
1月16日、ISがデリゾールで大規模攻撃を実施。一時はISの市内への侵入を許し、住民の虐殺や137旅団基地内の弾薬庫を抑えられる等、人的・軍事的な被害も発生したが、政府軍はハサカ・カーミシュリーからの兵力の引き抜きとロシア軍の空爆支援で対処し防衛に成功。

### 2016年2月
現地時間2月27日0時、米国とロシアが呼びかけた全国的な停戦がアサド政権と反体制派の間で成立（ISやヌスラ戦線などのアルカイダ系武装勢力は対象外）。

### 2016年3月 政府軍によるパルミラ奪還
3月23日、アサド政権が2015年6月よりISに占領されていたパルミラを奪還。

### 2016年5月
アサド政権の強固な支持基盤である地中海沿岸部タルゥースでは初めてのISによる大規模テロ攻撃が発生。

### 2016年7月 政府軍によるアレッポ包囲
7月25日、シリア軍がヌスラ戦線、アレッポ・ファトフ軍作戦司令室からなる反体制武装集団との戦闘の末、アレッポ市北部のライラムーン地区を完全制圧し、アレッポ市東部地区への封鎖をさらに強化した。これにより、アレッポ市北部とアレッポ市北東部のシリア軍支配地域は面でつながったという。
7月31日、反体制諸派が政府軍によるアレッポ東部の包囲網を打ち破るべく猛攻撃を開始。

### 2016年8月 アレッポ包囲の失敗・トルコ軍による軍事介入
8月6日、シリアの反体制派が3週間にわたっていた政府軍によるアレッポ（Aleppo）東部の包囲を破ったと発表。南西からアレッポに入る新しいルートを開くことに成功し、政府軍による包囲を破った。形勢は逆転され、ロシアの支援を受ける政府軍が守勢に回るかたちになる。
8月24日、トルコ軍が自由シリア軍とともにアレッポ県北東部のISおよびクルド勢力支配地域を攻撃（ユーフラテスの盾作戦）。

### 2016年9月 政府軍によるアレッポ再包囲
9月4日、政府軍は、「同盟諸部隊」とともに、アレッポ市南西部郊外の士官学校（兵器科など）一帯で反体制派を掃討、8月上旬に喪失していた同地を奪還。反体制派の兵站路すべてを再び遮断し、アレッポ市東部街区を再包囲。

### 2016年11月 アレッポ包囲環の縮小
11月28日、政府軍がアレッポ東部の北側半分を奪還。

### 2016年12月 政府軍によるアレッポ奪還
12月7日、政府軍がアレッポ旧市街を奪還。
12月11日、ISILがパルミラを再占領。
12月13日（日本時間14日未明）、政府軍がアレッポ全土を完全制圧。国連安全保障理事会の緊急会合で「反体制派戦闘員が脱出するための合意ができ、戦闘員は退去を始めた。その過程で政府軍の軍事行動も停止された。」と発表。12月14日、アサドがYouTube上にアレッポ戦での勝利を祝うインタビューを公開、事実上の勝利宣言を実施。22日、シリア軍武装部隊総司令部が、アレッポ市東部に残留していた反体制武装集団戦闘員の退去が完了し、アレッポ市を解放し、治安と安定を回復したと発表。

### 2017年1月
1月20日、ISが世界遺産であるパルミラ遺跡のローマ劇場と四面門を破壊。
1月23日、シリア政府と反体制派の和平協議であるアスタナ会議が行われたが双方が歩み寄りを見せることはなかった。

### 2017年2月 トルコ軍と反体制派によるアルバブ奪還
2月23日、トルコ軍とその支援を受ける自由シリア軍がISILからアル＝バーブを制圧した。28日、トルコ軍が攻略を目指すクルド勢力の拠点都市にアメリカ軍地上部隊が展開した。

### 2017年3月 トランプ政権、アサド政権打倒の方針変換を表明
3月2日、シリア軍がISILからパルミラを再奪還。
3月31日、米のドナルド・トランプ政権はアサド政権打倒を最優先する方針を転換することを発表した。露と協力してISやテロリストの打倒を目指す方針を表明。一方、武器援助等で米国の支援を受けていた反政府武装勢力側は、受け入れられないと強く反発した。米国内では上院議員ジョン・マケインがこの政策の転換を強く非難した。

### 2017年4月 化学兵器の使用疑惑と空軍基地攻撃
4月4日、シリア人権監視団により、アサド政権軍による北西部イドリブ県の反政府軍が支配する町への空爆（カーン・シェイクン化学兵器攻撃）があり、少なくとも72人の死者が出て、多数の人が負傷しているとの発表が行われた。発表された映像には、呼吸困難や痙攣などで苦しむ子供や女性の動画が流され、サリンや塩素ガス等の神経ガスを使った化学兵器が使用されたと発表した。国際NGOの国境なき医師団やアムネスティ・インターナショナルはアサド政権の化学兵器を使った空爆による被害であるとして強く非難した。しかしながら、シリア政府軍によって神経ガス攻撃が行われたことの証拠は示されておらず、アサド政権は化学兵器の使用を全否定した。
4月7日、米政府はシリア政府軍の安全保障理事会の規約を無視した独断的な化学兵器の使用に対し、米海軍の地中海に展開する駆逐艦『ポーター』と『ロス』より59発の巡航ミサイルをシリア国内のシャイラート空軍基地に向けて発射した（シャイラト空軍基地攻撃）。シャイラート基地は化学兵器貯蔵に使われていたため、ここの空軍機が空爆を行ったと判断しここに向けての巡航ミサイルによる攻撃に踏み切ったとした。米政府はISに対しての空爆攻撃は行っていたものの、アサド政権に対する攻撃に踏み切ったのはこれが初めてであった。またトランプは「シリアの独裁者、アサドが罪のない市民に対して化学兵器を使って攻撃を行った。このとても残虐な行為によって可愛い赤ちゃんたちも無慈悲に殺された。シリアの空軍基地に対する攻撃を指示した。この攻撃は化学兵器の使用と拡散をやめさせるための安全保障上、非常に重要な国益だ。」と述べた。またプーチンはアサド政権支持を表明した。日本政府はいち早く米政府の支持を表明した。
3月31日にアサド政権打倒は優先事項ではないと政策の転換を発表してからわずか1週間後の出来事であった。

### 2017年6月 ラッカ攻防戦の開始
ISの「首都」ラッカに対して6月6日、SDFが奪還作戦を開始した

### 2017年9月 政府軍によるデリゾール打通
9月4日、政府軍がデリゾールへ到達。9日、SDFがデリゾールへ到達。ユーフラテス川を隔てて政府軍とSDFがそれぞれ対IS戦を実施。

### 2017年10月 IS（イスラム国）の崩壊
10月17日、米軍を中心とした有志連合の支援を受けたシリア民主軍がISの「首都」ラッカを完全制圧。
10月18日、政府軍デリゾール守備隊司令官准将イサーム・ザフルッディーン（Issam Zahreddine）が戦死。20日、スワイダー市でイサーム・ザフルッディーン少将（戦死により昇級）の葬儀が行われた。
10月20日、シリア民主軍がラッカ解放宣言を発表。

### 2017年11月 政府軍のデリゾール奪還とイラク国境到達
11月3日、政府軍がデリゾール全域を奪還。
11月9日、政府軍がイラク国境の町アブ・カマルを奪還。11日、ISがアブ・カマルを再度占領。19日、政府軍がアブ・カマルを再度奪還。

### 2017年12月
12月3日、YPG司令部がデリゾール県のユーフラテス川東岸（左岸）をISから解放したと発表。
12月6日、シリア政府軍がユーフラテス川西岸（右岸）をISの支配から解放。
12月11日、プーチンがシリアのフメイミム空軍基地を訪問。IS掃討完了とロシア軍主力の撤退開始を宣言。

### 2018年1月 トルコ軍のアフリーン侵攻
1月5日夜～6日、シリアに駐屯するロシアのヘメイミーム空軍基地に対してドローン10機、タルトス海軍基地に対して3機による攻撃があり、ロシア軍が撃墜または捕獲したとロシア国防省が発表。
1月20日、トルコ大統領エルドアンが、クルド人勢力の民主連合党（PYD）が支配するシリア北部への攻撃（オリーブの枝作戦）開始を発表。
1月30日、ロシアが主導して同国南部ソチで開かれた「シリア国民対話会議」が憲法委員会の設置に合意。会議はアサド政権と反体制派のうち政権に融和的な一部のみが参加し、ジュネーブ和平協議に参加する反体制派代表団「高等交渉委員会」（HNC）は出席を拒否。

### 2018年2月 アサド政権とYPGの協調と政府軍の東グータ攻勢
2月10日、シリア防空軍がシリア南部でイスラエル軍機を撃墜。
2月11日、シリア政府はYPGがハサカ・コバニ方面からアフリーンへの増援部隊派遣の経路を確保することでYPGと合意。12日、トルコ軍のアフリーン侵攻に対し、YPGがシリア政府に軍事支援を要請。18日、シリア政府とYPGの間でアフリーン市を巡る合意が成立。アフリーン市一帯のシリア政府への移譲と、シリア軍の進駐が決定。20日、シリア政府がアフリーンへの民兵部隊の派遣を開始。22日、シリア政府の派遣した親政府民兵からなる「人民部隊」がアフリーン入り。YPGがアレッポ市内の支配地域をシリア政府に移譲、YPGに代わってシリア軍が同地に展開。
シリア政府軍が反体制派支配地域の東グータへの空爆を激化する。28日、シリア政府軍による18日以降の東グータへの空爆による死者が602人になるその中に子ども147人が含まれている。

### 2018年3月 政府軍による東グータ分断包囲とトルコ軍のアフリーン制圧
3月9日、政府軍は反体制派の支配下にあるバイト・サワー村を制圧し東グータ地方を南北に分断。10日、政府軍は東グータ地方をドゥーマ市および同市北部一帯、ハラスター市一帯、それ以外の南東部の三つに分断する事に成功。15日、政府軍が東グータ地方中部ハームリーヤ市を制圧、同市住民約2万人が政府支配地域に避難。同日、東グータ地方ドゥーマ市でも市民数千人がシリア政府支配地域に退去。15日、ダマスカス近郊ヤルムーク・パレスチナ難民キャンプで政府軍とISの停戦合意が成立。18日、アサドが東グータの前線を視察。22日、ロシアの仲介により20日に成立したシリア政府とシャーム自由人イスラム運動（シリア解放戦線）の停戦合意に従い、21日に開始された東グータ地方ハラスター市の戦闘員と家族の退去が完了。24日、22日にロシアの仲介で交わされたシリア政府とラフマーン軍団の停戦合意に従い、東グータ地方のアルバイン市から退去を開始。
3月18日、トルコ軍及び反体制派がロジャヴァの拠点都市の一つアフリーンを制圧。

### 2018年4月 米英仏による化学兵器関連施設への攻撃と東グータ制圧
4月1日、ロシアの仲介でシリア政府とイスラム軍による東グータ地方ドゥーマ市での停戦合意が成立。2日、イスラム軍が東グータ地方ドゥーマ市からの撤退を開始。
4月2日、ハマ県南部の10ヵ村がシリア政府との停戦に合意、シリア政府軍が進駐。
4月5日、イスラム軍の内部対立によりドゥーマ市からの撤退が延期。
4月6日、YPGがアレッポ県タッル・リファット市から撤退し、シリア政府軍が引き継いで展開。
4月8日、イスラエル軍がホムス県タイフール航空基地を爆撃。
4月8日、シリア政府とイスラム軍の停戦交渉が再開、イスラム軍がドゥーマ市から戦闘員を退去させる事に合意。9日、イスラム軍のドゥーマ市からの退去が再開。
4月14日、アメリカのトランプ政権はイギリス、フランスとともに、アサド政権の化学兵器に関連するとされる3か所へのミサイル攻撃を行った。
4月14日、シリア政府軍がドゥーマ市を奪還し東グータ全域の制圧を発表。アサド政権が国土の約6割を掌握。
4月17日、東カラムーン地方（ダマスカス郊外県）の反体制派が停戦に応じ退去を開始。
4月19日、イラク政府軍が、シリア東部デリゾール県のIS拠点を越境空爆。36人を殺害したと22日発表。

### 2018年5月 政府軍による首都ダマスカス完全掌握
5月21日、シリア軍は激しい戦いの末にダマスカス南部からISを駆逐し、首都とその近郊を完全に支配下に置いたと発表。

## アサド政権継続と勢力圏の固定化
東グータの陥落に伴い、反体制派がアサド政権中枢であるダマスカス官庁街を攻撃する手段を失った事で、アサド政権は当面の危機的状況を脱した。しかし、シリア全土の奪還を目指すアサド政権に対し、イドリブを中心とした北西部に撤退した反体制派は抗戦を続け、ロジャヴァからユーフラテス川東岸を実効支配するシリア民主軍もアサド政権と一定の協調はしつつも勢力圏の維持を図り、欧米やトルコなども依然として支持勢力への支援を継続して継戦能力を維持させた。

### 2018年6月 政府軍による南部攻勢
6月19日、政府軍がシリア南部奪還に向けた攻勢を開始。

### 2018年7月 政府軍の南部奪還
7月12日、政府軍がダルアーを奪還。
7月25日、スワイダーでISが自爆テロ。

### 2018年12月 トランプのシリア撤退発表
12月19日、トランプ大統領がツイッターで「IS（イスラム国）を打倒し、歴史的勝利を収めた」とし、シリアからの米軍の撤退を発表。
12月27日、アラブ首長国連邦（UAE）が在シリア大使館を再開。
12月28日、YPGの要請によりアサド政権が北部のマンビジに政府軍部隊を投入。YPG側は政権軍受け入れの理由を「トルコの侵略からの防衛」と説明。

### 2019年1月
1月11日、米軍を主体とする有志連合の報道官が、撤退作業を開始したと発表。
1月13日、イスラエルのベンヤミン・ネタニヤフ首相が、内戦下のシリアで、アサド政権支援に展開するイラン系部隊などを標的に数百回の空爆を行ったことを公表。
1月16日、シリア北西部マンビジでISによるテロが起き米兵ら5人が死亡。
1月21日～22日、イスラエルがシリア国内のイランの軍事施設に対し空爆を実施。

### 2019年2月
2月10日、シリア民主軍がISに対する最終作戦の開始を発表した。
2月18日、イドリブで連続爆弾攻撃が起こり24人が死亡した。
2月22日、シリアにおけるIS最後の拠点バグズで夜間行われた空爆でパリ連続襲撃事件の犯行声明を出したテロリストファビアン・クランの死亡が確認された。
2月26日、北西部で政府軍と反体制派の衝突が起こり数十人が死亡した。

### 2019年3月
3月10日、内戦発火点の一つであるダルアー中心部で、ハーフィズ・アル＝アサド元大統領（政権軍を率いるアサド大統領の父親）像が再建される。
3月23日、シリア民主軍がシリア内のIS最後の拠点バグズを解放。これによりシリアでISの支配地域は消滅。

### 2019年4月
4月13日、イスラエル軍がシリア中部にミサイル攻撃を行った。

### 2019年5月
5月22日、イドリブ県に政府軍が空爆を行い23人が死亡した。

### 2019年6月
6月15日、北西部で政府軍の空爆が起こり45人が死亡した。

### 2019年7月
7月1日、イスラエル軍とみられる空爆がダマスカス、ホムスで起こり15人が死亡、北キプロスにシリア軍が応戦したミサイルが飛来したが死傷者はなかった。
7月4日、ラッカから200人の遺体が見つかる。
7月11日、ドイツの裁判所はISに参加し男性と結婚したドイツ人女性と子供の強制帰国させるべきと初の判断を下した。
アメリカが3年ぶりに自由シリア軍への支援を再開する。

### 2019年8月
8月1日、シリア政府はイドリブ県で停戦合意を発表。
8月2日、HTSは合意を拒否する。
8月5日、政府軍はイドリブ県での爆撃を再開する。
8月16日、キルギスはシリアとイラクの難民キャンプにいるキルギス国民を帰国させる活動を開始した。
8月20日、反体制派を支援するトルコ軍の車列がイドリブ県への越境を試みるも政府軍の攻撃により足止めとなる、この攻撃で3人が死亡した。県を支配していたHTSがハンシャイフンなどの主要地域から撤退。
8月23日、北西部のモレクにあるトルコ軍の監視拠点周辺をシリア政府軍が掌握する。
8月30日、ロシアがシリア政府軍がイドリブ県で31日早朝より停戦に入ると発表。
8月31日、SDFはシリア東部にてラッカで100人を処刑したとされるISの外国人戦闘員拘束を発表。この外国人戦闘員は2016年ブリュッセル爆発事件に関与した疑いが持たれている。
アメリカ軍がイドリブ県のイスラム過激派へミサイル攻撃を行った。この攻撃による死者は少なくとも40人と見られている。
シリア政府軍のイドリブ県での停戦が数時間で破られる。

### 2019年10月 トルコ軍のシリア侵攻・米軍のバグダディ殺害
10月6日、トランプ大統領がトルコ軍の軍事行動に関与しない方針を表明。
10月9日、トルコ軍がシリアに侵攻。
10月26日、米軍がイドリブ近郊でIS指導者バグダディーを殺害。

### 2020年1月
1月3日、アメリカ軍がバグダッドでシリア内戦にも深く関わっていたイラン革命防衛隊の司令官ガーセム・ソレイマーニーを殺害。

### 2020年2月 シリア・トルコ紛争
2月5日、シリア政府軍が二つの幹線道路M4とM5が交差する交通の要衝サラキブを掌握。
※M5はアレッポからダマスカスを経て、ヨルダン国境へと続く、シリア西部を南北に結ぶシリア最長の幹線道路。
※M4はラタキアからサラキブに続き、サラキブでM5と交差する。
2月11日、シリア政府軍がM5高速道路全線を奪還。
2月16日、シリア政府軍がアレッポ市北西部の反体制派支配地域を制圧。アレッポ市全域がシリア政府統治下に復帰。
2月27日、反体制派がサラキブを奪還。
2月27日、シリア政府軍が反体制派を支援するトルコ軍を空爆、トルコ兵33人が死亡。
2月28日、トルコ軍がシリア政府軍を空爆、シリア政府軍兵士45人以上が死亡。
2月29日、トルコ軍がシリア政府軍拠点を空爆、シリア政府軍兵士26人とヒズボラの民兵10人が死亡。

### 2020年3月 停戦と戦線の膠着
3月1日、シリア政府軍はイドリブ県上空の封鎖と領空侵犯機の撃墜を宣言。
3月1日、アサド大統領が戦死者・戦傷者・行方不明者家族に対する補助金支給を定めた2020年政令第5号を施行。
3月1日、ダルアー県で治安維持の為にサナマイン市に駐留しようとしたシリア政府軍と、シリア政府と和解していた元反体制派が衝突。
3月2日、シリア政府軍がサラキブ市を再奪還。
3月3日、1日にダルアー県でシリア政府軍と衝突した元反体制派メンバー26人が、ロシアの仲介でイドリブ県に退去する事をシリア政府と合意。
3月5日、ロシアのプーチン大統領とトルコのエルドアン大統領がシリア北西部の情勢を巡りモスクワで会談、6日未明から停戦に入る事に合意。
合意内容は以下の3点。
- 3月6日午前0時から、全戦線で戦闘行為を停止する。
- M4高速道路の南北に幅6㎞の「安全地帯」を設置する。
- 3月15日から、上記の「安全地帯」でロシアとトルコが合同パトロールを実施。

3月7日、M5高速道路が再開。

### 2021年 バイデン政権のシリア政策とアサド大統領４期目の当選
2月25日、米軍がシリア東部で親イラン武装勢力の施設を空爆。バイデン政権初の武力攻撃となった。
3月8日、シリア大統領府がアサド大統領とアスマー・アフラス夫人が新型コロナウイルスの検査で陽性と確認されたと発表。
3月30日、シリアの大統領府が新型コロナウイルスに感染していたバッシャール・アサド大統領とアスマー・アフラス夫人が完治したと発表。
5月26日、大統領選挙を実施。
5月27日、現職のバッシャール・アル＝アサドがシリア・アラブ共和国大統領に当選（2任期制限が明記された2012年憲法改正後の再選、2000年の初就任からは通算4任期目）。
7月3日、シリア政府は、停戦合意以降中止していた、反体制派最後の拠点であるイドリブ県に対する攻撃を再開した。
7月17日、アサド大統領の4任期目の大統領就任式を実施。

### 2022年
2月3日、米軍がイドリブ県でIS2代目指導者アブイブラヒム・ハシミを殺害。
11月30日、自由シリア軍の作戦でIS3代目指導者アブハッサン・ハシミが死亡。

### 2023年
ISIL4代目指導者アブ・フセイン・フセイニが殺害された。

## 情勢の急転とアサド政権崩壊

### アサド政権同盟国・組織を巡る情勢
2022年から2023年にかけて、アサド政権を支援するロシアやヒズボラがそれぞれウクライナ戦争とパレスチナ・イスラエル戦争の当事者となったことから支援が手薄になった。

### 2024年11月 反体制派による大規模攻勢開始
11月27日、シャーム解放機構やシリア民主軍を中心とした反政府勢力が2020年3月の停戦以来初となるアサド政権への大規模な攻勢を開始。11月30日には北部の要衝アレッポに反体制派が侵入し、政府軍数十人が死亡したと発表されるなど大規模な戦闘が発生した。その結果、アサド政権軍は撤退。

### 2024年12月 アサド政権の崩壊
12月5日、反政府勢力がハマを制圧。
12月8日、反政府勢力がホムスを制圧。
12月8日、反政府勢力は、部隊が首都ダマスカスへの侵攻を開始したと発表。一方、ロイター通信は政府高官2人の話として、アサド大統領がダマスカスを脱出したと伝えた。また、反政府勢力は国営テレビとラジオを通じて「首都ダマスカスは解放された。独裁者アサドを打倒した」とする声明を発表。これに対し、アル・ジャラリ首相はテレグラムに「シリア国民が選ぶ指導陣となら、協力する」、「さまざまな政府資料を速やかに移転するべく、あらゆる支援を提供する」とする動画を投稿した。これらの動きをもって、親子2代50年にわたって続いたアサド政権は事実上崩壊した。アサド大統領は辞任するにあたって、平和的な手段による権力委譲を実行するように指示したとロシア外務省が発表した。

### 2024年 イスラエルのシリア侵攻
12月8日、イスラエルはアサド政権の崩壊により1974年の兵力引き離し協定は無効になったと宣言してゴラン高原の緩衝地帯及びその周辺地域に侵攻して一帯を占領した。国際連合やフランスなどは撤退を要求しているが、イスラエルは防衛上必要な措置であると主張した（2024年イスラエルのシリア侵攻）。また、イスラエルはシリアの軍事資産を無力化して過激派に武器が渡るのを阻止するためとして、シリア軍による組織的抵抗が行われない中、シリア全土で数百回に及ぶ空爆を行い、軍事施設や飛行場、艦艇、航空機、ミサイルなどを破壊している。2025年7月19日、アメリカ、トルコ、ヨルダンの仲介もあって、イスラエルとシリアは停戦に合意した。

### 2024年12月 ロジャヴァ・トルコ紛争
同日、アサド政権の崩壊にもかかわらず、トルコとトルコが支援するシリア国民軍（SNA）はロジャヴァに対する攻撃を開始した。12月9日、シリア国民軍はシリア北部のマンビジを占領した。ロジャヴァでのトルコ/SNAの攻撃はコバニ衝突 (2024年)とともに続いた。12月23日にはロジャヴァ側がティシュリン・ダムなどのアレッポ県東部で反撃を開始。戦闘は激しさを増している。2025年3月10日、SDFはHTSに合流することに同意した。

## 暫定政府の発足とアサド支持者との紛争

### シリア暫定政府の発足
2024年12月9日アサド政権を崩壊させたシャーム解放機構はジャラリー首相との会談によりシリア暫定政府の発足に合意。翌10日にはシリア救国政府首相であったムハンマド・アル＝バシールが暫定政府首相に就任した。
その後2025年1月29日にシャーム解放機構指導者のアブー・ムハンマド・アル＝ジャウラーニーが暫定政府大統領に就任した。

### アサド支持者との紛争
アサド政権崩壊後の2024年12月29日、アサド政権支持者はシリア人民抵抗という組織を立ち上げ、暫定政府との戦闘を開始。翌日にはシャーム解放機構指導者を殺害すると宣言した。
2025年3月6日、北西部ラタキアで大規模な衝突が発生し民間人1000人以上が死亡した。

## 内戦初期におけるシリア内外の反応

### 国内

#### 拘束と有罪宣告
2011年2月5日に予定されていた抗議行動の数日前、シリア当局は多数の政治活動家を拘束した。その中には例えば、イスラム民主化運動の指導者である実業家のガッサーン・アン＝ナジャール、作家のアリー・アル＝アブドッラー（en:Ali al-Abdallah）、シリア共産党（en:Syrian Communist Party）のアッバース・アッバース、また、アドナーン・ムスタファーなど数名のクルド系政治活動家も含まれている。
2月14日、学生ブロガーのタル・アル＝マローヒーがアメリカ合衆国のスパイとして有罪を宣告され、禁固5年の刑に処せられた。米国政府はこれを否定し、アル・マロヒの速やかな釈放を求めた。2月15日、人権団体の圧力を受けてシリア政府はガッサーン・アン＝ナジャールを釈放した。彼は大衆の抗議を喚起したとして逮捕されて以来ハンガーストライキを続けていた。
3月22日、シリア当局は人権運動家のロアイ・フセインを拘束した。3月25日には、抗議者たちに対する大規模な逮捕監禁が行われているとの報道があった。
2017年2月、アムネスティ・インターナショナルは、ダマスカス北方のサイドナヤ刑務所において、反体制派の拷問と処刑が行われていると指摘。2011年以降、最大13,000人が形式だけの裁判を経て絞首刑にされたとする報告書をまとめている。

#### 失踪
2011年4月29日、アルジャジーラのドロシー・パルヴァーズ（en:Dorothy Parvaz）がダマスカスに入ったが、それ以降の連絡がなくなった。その後シリアを国外退去となり、イラン当局に拘束されたが5月18日までに釈放された。

#### 検閲
2011年2月5日、インターネットサービスが制限を受けたといわれているが、FacebookやYouTubeについては3日後に復帰したと報告されている。制限の緩和は活動家の追跡につながるとの指摘があった。

#### 譲歩
2011年3月19日、立法府法令第35条により、アル＝アサドは陸軍の徴兵義務期間を21か月から18か月に短縮した。
3月20日、シリア政府は、3月6日に民主化を求める落書きを書いたとして逮捕した15名の子供たちを釈放すると発表した。
3月23日、地方法令第120号により、ダルアー県知事のファイサル・アフマド・クルスーム（Faisal Ahmad Kolthoum）を解任した。
3月24日、アル＝アサドのメディア顧問であるブサイナ・シャアバーン（en:Bouthaina Shaaban）は、政府に「非常事態法の解除と政党の許可を検討する」用意があると述べた。シリア政府も、個人課税を引き下げること、公共部門の月給を1,500シリア・ポンド（32.60USドル）から引き上げることを発表し、報道の自由を広げること、雇用機会を増やすこと、および汚職を減らすことを約束した。
3月26日、シリア当局はセドナヤ刑務所に捕らえられていたイスラム主義者など200人（別の情報では70人）程の政治犯を解放した。
3月27日、ブサイナ・シャアバーンは非常事態法の撤廃を承認したが、その時期については言及しなかった。
3月29日、ムハンマド・ナージー・アル＝オトリー内閣が総辞職。オトリー首相以下全閣僚がアル＝アサドに辞表を提出した。
3月31日、アル＝アサドは、数十年間続いている非常事態法に代わる法律を検討するための法律専門家からなる委員会を立ち上げた。この委員会は4月25日までに検討を終わらせるとしていた。アル＝アサドは、ダルアーやラタキアにおけるシリア市民や治安部隊の死について状況を調査するための司法委員会も立ち上げた。
4月6日、教師が再びニカーブ（en:Niqāb）を着用することを許されるようになり、政府がこの国唯一のカジノを閉店させたことが報じられた。
4月7日、アル＝アサドはホムス県知事を解任し、ハサカ県東部に住む数千名のクルド人たちに国籍を与える法令を公布した。また、シリア人権監視団は、ラッカ東部で拘束されてから1年以上になる48名のクルド人が解放されたと述べた。これはシリア北西地域に住むクルド人に公民権を与えることについて、アル＝アサドがクルド人部族指導者たちと会合を持った翌日のことであった。尚、シリアでは1962年の国勢調査によって数十万人のクルド人が市民権を剥奪されていた。
4月16日、アル＝アサドは国民議会に向けたテレビ演説において、彼の政府が次週までに非常事態法を撤廃するであろうと言明した。彼は市民と政府との間に意見の隔たりがあり、政府が民衆の願望に対して関心を持ち続けなければならないことを認めた。その日の遅くに、彼はシリア内閣（en:Cabinet of Syria）の新しい大臣を迎え、より具体的な内容（英文による全文）を含む演説を行った。彼は「統一国家、政府と国家機関と国民の協調」を求めていくことの重要性を説き、多様なチャンネルを通じての対話と協議、民衆の支持、信頼、および透明性が必要であることを強調した。また、市民へのサービス、安全、および尊厳に対する要望と、改革との間の相互関係について説明した。彼はクルド人の市民権が最優先の課題であるとし、週内あるいは翌週までに非常事態法を撤廃すること、混乱や破壊工作を防ぐためにデモを規制すること、政党法、組織と選挙に関する地方行政法、および新しいメディア法の制定について、全て期限を設けた形で明言した。続いて、失業、経済、農業政策、投資誘致、公共部門と民間部門、裁判、汚職、贈収賄、税制改革、および政府の無駄の削減について述べた。また、政府の取り組みとして、市民団体、大規模組織、および労働組合との緊密な協調のみならず、参加型民主主義、電子政府、地方分権、有効性と効率性についても言及した。
4月19日、シリア政府によって非常事態法を撤廃する法案が承認された。この二日後、アル＝アサドは立法府布告第50条に署名して法律とした。
4月30日、アーデル・サファル（en:Adel Safar）首相は次週までに改革の総合的な計画を作成すると発表した。この計画は、政治改革と治安・司法改革、経済改革と社会政策、及び行政と政治の進歩発展の三分野に及ぶ。

#### デモの応報
2011年3月22日、ガーディアン紙の報告によれば、シリア当局はアサド支持集会を開催し、社会不安が破壊者たちや侵入者たちによって引き起こされているという宣伝を行ったとされる。3月25日、ダマスカスでアサド支持集会が開催された。

#### その他
2011年3月8日、国営シリア・アラブ通信（SANA、en:Syrian Arab News Agency）は、ウェブサイト上で「アル＝アサド大統領は、2011年3月8日以前に為された政治犯罪に対して恩赦を与える法令を公布した」と題する文章を掲載した。この文章は3時間後に削除されている。数時間後、バアス党が権力を握った1963年シリア・クーデター（en:1963 Syrian coup d'état）の記念日に関する恩赦として、シリア当局は、アル＝アサドに対する最も率直な批評家であり80歳になる元判事のハイサム・アル＝マーリフ（en:Haitham al-Maleh）を釈放した。シリアにある12の人権団体は政府に対し、50年近くにわたって続いている非常事態宣言を廃止することを求めた。
3月12日、釈放されたハイサム・アル＝マーレフはYouTubeの映像において、抗議運動の新たな波の背後にいるシリアの若者たちに対して自らへの支持と支援を求め、シリアにおいて民主主義の実現が近付いていることに期待を示した。
2月16日、政権批評家であり、シリア民主主義・自由機構（ODFS）の理事を務めるリバル・アル＝アサド（リファアト・アル＝アサドの息子であり、バッシャール・アル＝アサド大統領のいとこにあたる）は、ロンドンで記者会見を開き、彼がシリア革命ではなく平和的な権限委譲を望んでいることを表明した。4月5日の会見においてリバル・アル＝アサドは、シリアに内戦の恐れがあることを警告し、以下のように述べた。
| 「 | 全てのシリア市民はアラブ国家で何が起きているか知っているが、シリアには多くの少数民族が存在する。皆が武器を持ち、皆が身内を守ろうとしている。これはイラクで起きたことに似ている。 | 」 |

### 国際社会

#### 国際組織
- 欧州連合 – 2011年3月22日、欧州連合外務・安全保障政策上級代表キャサリン・アシュトンは、欧州連合として「シリア各地で起きている平和的抗議運動に対して実弾の使用を含む暴力的な弾圧が行われることを強く非難する」との声明を発表した[450]。
- 国際連合 – 3月18日、国際連合事務総長潘基文は、シリア当局による抗議者たちに対する致命的な武力の行使を「容認できない」と表現した[451]。一方で潘は、アメリカが反体制派に武器供与を行おうとしていることに関し、「どちらにであろうが武器を供与することは事態解決の役には立たないだろう」と述べた[452]。国連事務総長のアントニオ・グテレスは2018年2月21日、反体制派の主要な拠点の一つとなっている東グータの状況について「地上の地獄」「人類の悲劇」等と形容し、人道支援を届けるための戦闘停止を求めた[453]。

#### 各国

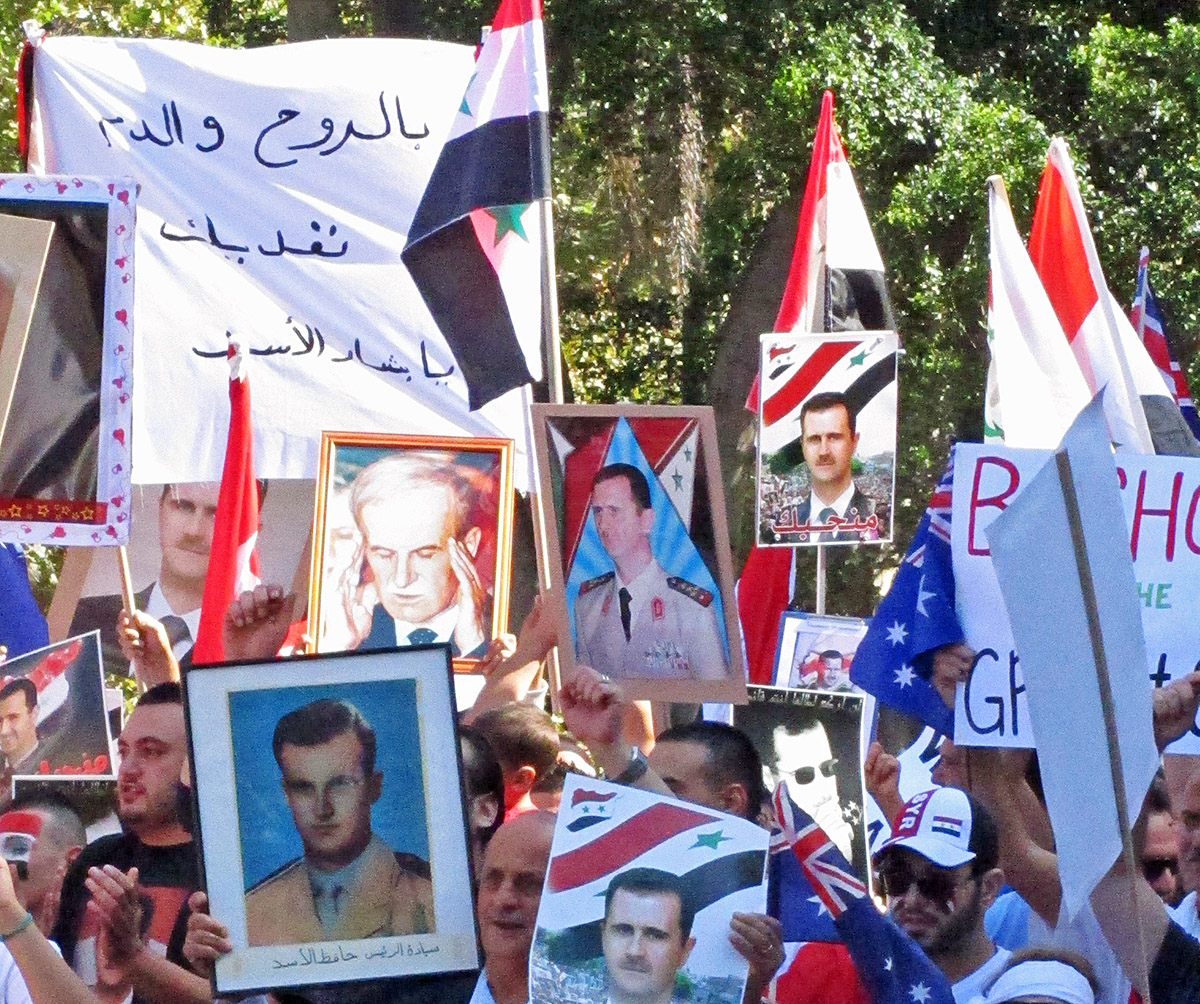
2011年、シドニーでのアル＝アサド大統領を支持する集会

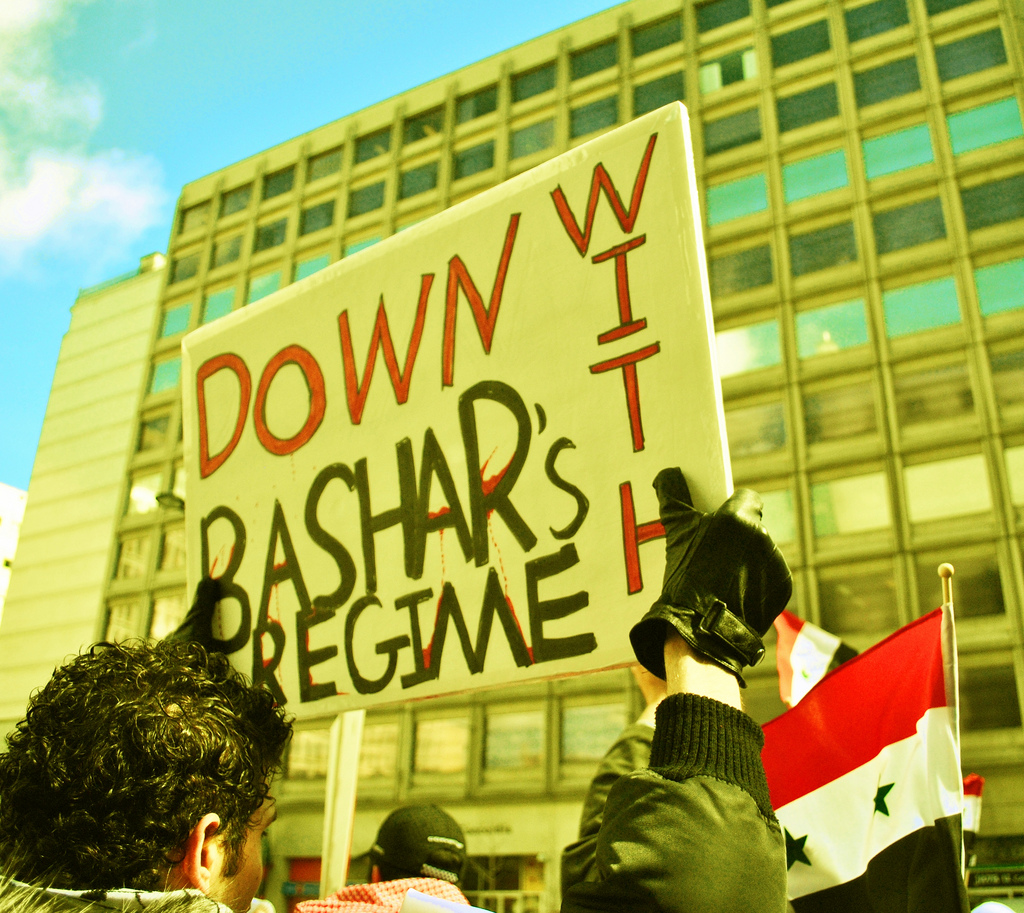
3月27日のモントリオールで行われた反政府抗議者たちとの連帯デモ

- オーストラリア – 2011年3月25日、オーストラリア外相ケビン・ラッドは、「ダルアーで起きた多くの殺人の原因に関する公式見解について、我々は深い不信感を持っている。また、民主化を求める平和的な抗議運動への対応には節度を持つようシリア政府に働きかけた。」と述べた[454]。
- カナダ – 3月21日、カナダ外務大臣ローレンス・キャノン（en:Lawrence Cannon）は、「カナダは、シリアのいくつかの都市で週末に起きた抗議運動に続く多くの殺傷事件について強く非難する。」と表明した[455]。4月24日、カナダ外務・国際貿易省はカナダ人に対してシリアへの旅行をしないよう、またシリア国内のカナダ人は商用交通手段が利用可能なうちに出国するよう勧告した[456]。
- フランス – フランス外務省は、デモに対して行使された暴力を非難し、政治犯の解放を求めた[457]。3月23日、フランス外務省スポークスマンのベルナール・バレーロは、シリアに対して速やかな政治改革を実行するよう求めた[458]。
- ドイツ – 3月24日、ドイツ外相ギド・ヴェスターヴェレは、「暴力は速やかに終わらせなければならない。シリア政府は、法の支配と同じように基本的人権と公民権を遵守しなければならない。」と述べた[459]。
- ギリシャ – 3月24日、ギリシャ外相ディミトリス・ドゥルツァス（en:Dimitrios Droutsas）は、「抗議を鎮圧するため市民の殺害に至るほどの暴力を行使することは無条件に非難される。我々はシリア政府に対してシリア市民の基本的権利を保証するよう働きかけた。」と述べた[460]。
- イラク – 4月3日、イラク首相ヌーリー・マーリキーは、シリア大統領に電話で「シリアの安定を標的とする陰謀に直面している」シリアをイラクが支持していると伝えた[461]。
- イスラエル – 3月24日、イスラエル外務大臣アヴィグドール・リーベルマンは、「西欧諸国がリビアに対するのと同じ原則や行動を考えている。イランやシリアの政情に注意して見届けたい。」と述べた[462]。イスラエルは、アサドがシリア国内における暴動から注意をそらさせ、ゴラン高原やレバノンやガザ地区におけるイスラエルとの国境紛争を挑発しようとすること、さらには、イスラエルに敵対するシリア国民の一体感を高め、メディアの注目をシリア国内の暴動からそらさせるためにイスラエルと戦争を始めること、について懸念を示した[463][464]。
- 日本 - 2011年4月13日、外務省は全ての暴力行為の停止を求める談話を発表[465]。日本政府は制裁措置として、2011年9月、シリア資産凍結等措置を発表した。また、シリアでの戦闘の激化により、ゴラン高原に派遣されていた自衛隊はシリア側での輸送任務を中止。さらに自衛隊の活動地域の政情も不安定となったことから、2012年12月になり、ゴラン高原から自衛隊の撤収が決まった[466]。2013年6月11日、岸田文雄外務大臣は、保健など人道分野などで、シリアの反体制派に直接支援を行う方針を表明した[467]。
- レバノン – 3月31日、ナジーブ・ミーカーティー首相は「シリアの人々が彼らの大統領を支持することによってシリアで紛争の起きる可能性がなくなること」に期待を示した[468]。ミシェル・スライマーン大統領もシリア安定の重要性と、それがレバノンとシリアとの間の安全保障や経済的関係にも影響することを強調した[469]。
- メキシコ – メキシコ政府は、メキシコ外務省（en:Secretariat of Foreign Affairs (Mexico)）を通じて声明を発表し、その中で暴力行為を非難するとともに、シリア当局に対して武力の行使を控え市民との対話を促進するよう求めた[470]。
- ノルウェー – 3月24日、ノルウェー外相ヨーナス・ガール・ストーレ（en:Jonas Gahr Støre）は、暴力を非難し「ノルウェーはシリア当局が平和的な抗議者たちに暴力を行使しないこと、発言と集会の自由を尊重すること、及び人々の正当な要求について対話に入ること、を強く求める」と述べた[471]。
- カタール – 4月3日、カタールのハマド首長は、シリア大統領アル＝アサドに手紙を送り、不安定化の企ての最中においてもカタールはシリアを支持すると表明した[472]。
- ロシア – 4月6日、ロシア連邦大統領ドミートリー・メドヴェージェフは、アル＝アサドに電話でシリア改革を推進する直近の決断を支持することを伝えた[473]。ウラジーミル・プーチン大統領は、「シリアの反体制派は殺害した敵の内臓を食べている」と述べている。ヨーロッパやアメリカ、日本などへは、反体制派への支援をしないよう主張しており、アサド政権の擁護論を展開している[474]。
- 中国 – 中華人民共和国は、ロシアと歩調を合わせており、アサド政権を擁護する立場に立っている。アサド政権への制裁を加えるための国連決議案に、中国はロシアとともに、何度も拒否権を行使している[475]。
- サウジアラビア – 3月28日、アブドゥッラー国王はアル＝アサド大統領との電話会談でシリア指導者としての彼の地位を支持することを表明し、暴動がシリアの正当な政府に対する陰謀であると主張した。シリアとサウジアラビアは数十年間にわたって緊張と対立の関係にあったが、サウジ国王のこの立場は両者の関係改善を示すものである[476]。だが、2012年11月12日には、サウジアラビアなどで構成される湾岸協力会議は、反体制派の連合体である「シリア国民連合」を、シリア国民の正統な代表として承認した[477]。さらに2013年5月1日、来日したサウード・アル＝ファイサル外務大臣が、「アサド政権による攻撃から人々を守るためにあらゆる手段を提供すべきだ」と述べ、国際社会は反政府勢力に対し、武器を提供すべきと発言している[478]。
- スーダン – 4月6日、スーダン大統領オマル・アル＝バシールはアル＝アサドに電話で、「シリアを不安定化させる企て」に対峙するシリアを支持すると伝えた[479]。
- トルコ – 3月21日、トルコ外相アフメト・ダウトオールは「シリアは重要な分岐点にある。我々は民衆と政権との間にある問題が紛争に至ることなく処理されることを期待する」と述べた[480]。5月2日、レジェップ・タイイップ・エルドアン首相は、この騒乱でシリア政府がハマー虐殺のような事件を繰り返すならば、トルコとして傍観するつもりはない、と警告した[481][482]。
- アラブ首長国連邦 – 3月29日、アラブ首長国連邦のナヒヤーン大統領はアル＝アサドに電話で、UAEがダマスカスを支持していることを再表明した[483]。
- イギリス – 3月24日、イギリスの外務英連邦大臣ウィリアム・ヘイグは、「我々はシリア政府に対し、シリア国民が平和的な抗議を行う権利を尊重し、彼らの正当な要求に対して行動を起こすよう求めた。」と述べた[484]。

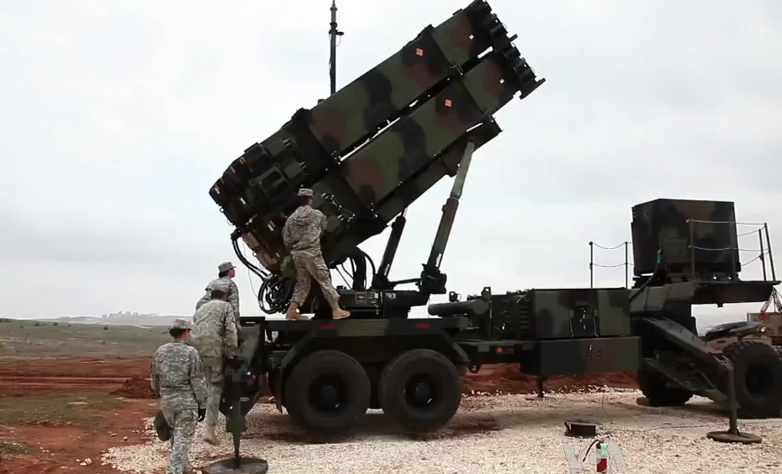
トルコのガジアンテップで展開しているアメリカ軍のパトリオットミサイル。兵士はバッテリーの点検をしている（2013年2月）

- アメリカ – バラク・オバマ大統領政権は暴力の行使について非難し「アメリカ合衆国は表現の自由や集会の自由を含む普遍的な権利の味方であり、シリア政府を含むあらゆる政府は国民の正当な要求に応えなければならないと信じている。」と言明した[485]。国務長官のヒラリー・クリントンは、アメリカ合衆国議会がアル＝アサドを「改革者」と見なしていることから、米国がシリアに介入することはありえないと表明した[486][487]。4月9日、オバマは以下のように述べた。| 「 | 私は、今日および過去数週間にわたってシリア政府が平和的な抗議者たちに対して行ってきた酷い暴力を強く非難する。また、抗議者たちによるいかなる暴力の行使についても強く非難する。私はシリア当局に対し、平和的な抗議者たちにこれ以上の暴力を行使するのを控えるよう求めた。また、報告されている根拠のない逮捕、監禁、囚人への拷問は今すぐ中止しなければならず、現地で起きていることを独立的に検証できるよう情報の自由な流れを許可しなければならない。暴力と監禁はシリア国民の不平不満に対する答えにはならない。今こそシリア政府は市民に対する抑圧を止め、意義ある政治的、経済的改革を求めるシリア国民の声に耳を傾けるべき時である。 | 」 |
- ベネズエラ – 3月26日、ベネズエラ大統領ウゴ・チャベスが次のように述べたと報告された。「現在、シリアでわずかな死者を伴う政治的な抗議運動が始まっていると言われている。また、大統領が国民を殺害しており、いずれ米国人たちが来て爆撃し人々を救い出す、とも言われている。暴力的な衝突を引き起こし、国中を血に染め、その後に爆撃し、干渉し、天然資源を我がものにし、その国を植民地とするために、かの帝国が発明した新しい方式の何と皮肉なことか[489]。」
- リビア – 10月11日、リビアの国民暫定評議会は、シリアのアサド政権に反対する「シリア国民評議会」を承認した。フランス通信社が伝えた[490]。
- 朝鮮民主主義人民共和国 - 公的な反応はないが、シリアの元国防相の息子フィラス・タラスによると、50人以上の北朝鮮のパイロットがキューバ経由でシリアに入り、アサド政権に軍事作戦の支援や、訓練で協力しているという[491]。北朝鮮は、シリアの古くからの友好国であり、核開発や武器輸出で協力している。2013年4月には、北朝鮮からシリアへの武器の不正輸出が摘発されている[492]。
- オーストリア - 2013年6月7日、オーストリア政府は、シリアの戦闘の激化により、ゴラン高原の国際連合兵力引き離し監視軍に参加していたオーストリア軍部隊を撤収させると決定した[493]。オーストリア軍は380人の要員を派遣しており、監視軍900人の主力となっていたため、今後の運用に不安が生じている[494]。

#### 非政府組織
- アムネスティ・インターナショナルは、政治犯釈放を求める民衆の「平和的な抗議」に対する「暴力的な取り締まり」を非難した[495]。
- ヒューマン・ライツ・ウォッチは、シリア政府が「率直に意見する市民たちを射殺することに何の呵責もない」ことを指摘し、シリアの民衆が「この地域における非常に厳しい政府の弾圧に対して、自らの命を省みず公然と抗議に挑む信じられないほどの勇気」を示していると言明した[496][497]。

#### 個人
エジプト出身のイスラム法学者ユースフ・アル＝カラダーウィーは、「残虐行為」を行っているシリアの「弾圧的政権」に対する蜂起への支持を表明した。彼はバアス党政権に勝つことを訴え、反乱において軍隊が主要な役割を果たすという意見を述べた。カラダーウィーは、「今日、革命の列車がシリア駅に到着した。それはいずれ辿り着く運命にあった。シリアをアラブ国家の歴史から引き離すことはできない。」と表現し、全てのアラブ人はシリア蜂起を支持するであろうと述べた。カラダーウィーが数年間参加しているムスリム同胞団は、アラウィー派支配から脱却しスンナ派の台頭を求めるウラマーと共にこの蜂起を支援した。

#### メディア
シリア騒乱を確認できないというインターネット活動家たちからの批判にさらされる中、アルジャジーラは、政権交代に大きな影響力を持つシリアの主要野党の分析を提供した。野党には、シリア民主人民党、ムスリム同胞団、シリア国民救済戦線、シリア正義発展運動、シリア改革党、アラブ社会主義者運動、アラブ社会主義連合、革命労働者党、共産党など（シリアの政党を参照）が含まれる。2011年3月9日、アルジャジーラはシリアにおける政治的な抑留者に関する分析を報告し、2日後には恩赦の布告に政治犯が含まれていないことについて多くの活動家が不満を表しているとする特別番組が報じられた。アルジャジーラは「アラブの春」ポータル内にシリア騒乱のインターネットページを立ち上げた。
3月23日、デイリー・テレグラフ紙の外信部長であるコン・コクリン（en:Con Coughlin）によるコラムが同紙に掲載され、その中で罪のない抗議者たちを守るためシリア上空に飛行禁止空域を設定することが求められた。
12月7日、アメリカABCテレビ（電子版）はアサド大統領へのインタビューで次のように伝えた。デモ弾圧について「死亡した大半の人々は政府の支持者。国民を殺したりはしない」と述べ、弾圧の責任はなく、大統領の辞任を拒否した。経済制裁に関しては「われわれは孤立していない」。

#### 教会
キリスト教徒（その大半は東方教会）への排撃や抑圧が問題となる中、こうした状況を憂慮し、シリアにおける教会を支援する動きが広がっている。

## 影響・関与

### シリア
2016年2月に国連の調査委員会はシリアの現状について、国外の政府・勢力による代理戦争が行われており、「戦争犯罪が横行」した結果、「国家として崩壊寸前」であるとした。2016年現在、21世紀最大の人道危機が生じているとされる。
2019年3月15日、イギリスの監視団体は、内戦発生8年が経過した時点の内戦による被害概要として、死者37万人以上（民間人約11万2000人を含む）、避難や亡命を余儀なくされた者約1,300万人、被害総額は数十億ドル規模などを推測している。

#### 経済
内戦によって多くの農民が農地から逃げ出し、用水路・綿工場・農業機械・貯蔵設備は損傷を受けた。エネルギー資源の不足も相まってシリアは深刻な食糧難に陥り、食料価格は高騰している。
内戦によって観光客は遠のき、観光業は壊滅状態にある。
シリアの石油産業は壊滅し、生産量は以前の微々たる量に戻ってしまったとされる。その結果、2013年頃には世界中の石油価格を押し上げる原因となった。
2011年と比較して、2015年のシリアの実質GDPは半分以下にまで落ち込んだとされる。2016年2月に世界銀行が公表した報告書によると、シリア内戦でシリアとその周辺国（トルコ、レバノン、ヨルダン、イラク、エジプト）が蒙った経済的損失は約350億ドルに及び、内戦継続によって上昇し続けている。

#### 医療
2016年現在、医療機関の約7割は閉鎖されているか、満足な診療を行えていない。内戦開始以降、医療機関への攻撃が相次ぎ、医療従事者の半分が国外に流出したと見られている。

#### 教育
内戦によってシリア児童の基礎就学率は2010年のほぼ100%から、2015年には50％に激減し、未就学児の数は300万人に及ぶと見られている。校舎の4分の1が破損しており、シリアの教育システムを回復するには莫大な経費が必要となる。また、シリアの子どもたちがこのまま教育を受けることができず、彼らが「失われた世代」となった場合、シリアは将来にわたって毎年甚大な経済的損失を被り続けることになる。

#### 人口
Syrian-American Medical Societyによると、シリアにおける2014年の平均寿命は、内戦前と比べて20年以上も短くなった。
2021年現在、世界最大の難民発生国である。
反政府軍に近い団体であるSyrian Network for Human Rightsは、2011年3月から2021年3月までの間に、228,647人の民間人が殺害されたとしている。
| 攻撃者                         | 殺害された市民の数 |
| ------------------------------ | ------------------ |
| シリア政府軍・イラン民兵       | 200,367            |
| ロシア軍                       | 6928               |
| イスラム国                     | 5043               |
| 武装した反政府派／シリア国民軍 | 4189               |
| 多国籍連合軍                   | 3048               |
| シリア民主軍                   | 1348               |
| シャーム解放機構               | 508                |
| トルキスタン・イスラム党       | 4                  |
| その他の勢力                   | 7212               |
| 合計                           | 228,647            |

一方でシリア人権監視団は2011年3月から2021年5月までの間に、159,774人の民間人が殺害されたとしている。この値には政府の収容所で殺害された市民の推計値である47,000人は含まれていない。
| 攻撃者         | 殺害された市民の数 | 男性    | 女性   | 児童   |
| -------------- | ------------------ | ------- | ------ | ------ |
| シリアの政府軍 | 130,254            | 98,926  | 11,637 | 19,691 |
| 反政府勢力     | 9,062              | 6,742   | 872    | 1,448  |
| ロシア軍       | 8,672              | 5,233   | 1,321  | 2,098  |
| イスラム国     | 6,441              | 5,476   | 417    | 548    |
| 多国籍連合軍   | 3,847              | 2,162   | 712    | 973    |
| トルコ軍       | 1,485              | 1,026   | 173    | 286    |
| イスラエル軍   | 13                 | 7       | 3      | 3      |
| 合計           | 159,774            | 119,592 | 15,135 | 25,247 |

#### 文化
2013年に国連教育科学文化機関は、内戦により甚大な被害を受けたとしてシリアの世界遺産（世界文化遺産）全て、すなわち「古代都市アレッポ」「クラック・デ・シュヴァリエとカラット・サラーフ・アッディーン」「シリア北部の古村落群」「古代都市ダマスカス」「パルミラ遺跡」「古代都市ボスラ」を危機遺産に指定した。

#### 宗教
シリア内戦によって宗教的少数派の信教の自由が脅かされている。亡命や殺害などによってシリアのキリスト教徒の割合は、2006年の10％から2012年には8％に減少したとみられている。
スンニ派の間では、ISILに代表される過激派が台頭した。

#### クルド人
シリア騒乱が内戦へと拡大し、2012年には反体制派の攻勢がシリア全土に拡大。守勢に回ったアサド政権軍は首都ダマスカスをはじめ主要都市が集中する西部地域を優先的に防衛する為にシリア北部のクルド人居住地（西クルディスタン/ロジャヴァ）から部隊の引き抜きを開始し、それに伴いアサド政権軍が撤退したロジャヴァでは、クルド民主統一党（PYD）が裁判所・刑務所・警察署などを設置して実質的な統治を始めた。2014年1月、PYDとその連合政党はクルド人居住地域の3地方（エフリン、コバニ、ジャジーラ）に暫定政権をうちたて、行政機関を整え、新憲法も導入した。
一般的に「シリアの反体制派組織の一つ」として括られる事が多いクルド人民防衛隊（略称YPG、前出のPYDの武装部門）だが、反体制派（特にイスラム過激派系の反体制派）と明確な敵対関係にある一方で、アサド政権とは相互に不干渉の姿勢を取り、第三勢力に近い立ち位置を維持していた。
2015年以降はアメリカや英仏独を後ろ盾とするシリア民主軍に参加するも、シリア内戦最大の激戦となったアレッポの戦い (2012-)では欧米が支援する反体制派ではなくアサド政権側に協力するなど、欧米とアサド政権（及びその後ろ盾であるロシア）双方との関係維持を目指す独自の動きを見せていたが、2017年後半から2018年前半にかけてイスラム国の崩壊やアサド政権によるダマスカス近郊及び南部地域の反体制派制圧などが相次ぎ、主要な戦闘地域がイドリブを中心としたシリア北部に移るとクルド人を巡る状況にも大きな変化が訪れた。
クルド人勢力の影響力拡大を嫌うトルコがシリアに対する本格的な越境攻撃を繰り返す一方、クルド人の後ろ盾であった欧米はトルコの軍事行動を黙認。2018年末にはトランプ大統領がアメリカのシリアからの撤退を示唆するに至り、YPGはアサド政権に軍事支援を要請。国土の南西部で反体制派制圧を成功させ戦力に余力が出来ていたアサド政権もYPGの要請に応え援軍の派遣を決定した事でクルド人勢力とアサド政権が急速に接近しつつあり、それに伴いロシアを仲介してYPGが制圧した反体制派支配地域のアサド政権への移譲とその見返りにPYDによるロジャヴァの自治承認を求める交渉が進められている。

#### 各都市の状況
ダマスカス
シリアの首都。大部分はアサド政権が支配していたが、東グータ等の一部地域では反体制派が実効支配を続け激しい戦闘となっていた。しかし、2018年4月に東グータ全域を政府軍が奪還。反体制派は交渉の末イドリブへ退去、5月には政府軍がイスラム国やシャーム解放機構等のアルカイダ系武装勢力が支配するヤルムーク・パレスチナ難民キャンプを解放。これにより、ダマスカス及びダマスカス郊外県のほぼ全域がアサド政権支配下に復帰した。
アレッポ
シリアの最大都市。 行政機関も多く、アサド政権下で登用された人々が多いアレッポはアサド政権の牙城である。郊外から反体制派が侵攻した時も市民の多くは彼らに反発した。そのため、アレッポでは反体制派と政府軍の間で激しい市街戦が行われた。
戦闘によって世界遺産の町並みは破壊され、多くの市民は街を脱出した。2016年12月に政府軍が奪還しアサド政権の管轄下に戻る。
ホムス
内戦初期の反体制派の最大拠点となるが、2012年3月に一度政府軍が平定した。以後も断続的に戦闘が継続したが、政府軍が2015年5月に旧市街を、同12月にホムス最後の反体制派拠点だったワエル地区を奪還したことで、主要地域はアサド政権の管轄下に戻ったが、郊外では依然として反体制派支配地域も残されている。
ラタキア
アサド政権の支持基盤であるアラウィー派やキリスト教徒の住民の割合が多く、反政府勢力による散発的な攻撃はあるものの、一貫してアサド政権の統治下にある。戦火を避けるために移住した国内避難民の流入により、内戦後急激に人口が増加した。
ハマー
都市部はアサド政権の統治下にあるが、郊外では依然として反体制派が実効支配している地域も残されている。
ラッカ
2014年8月末にはISILがアサド政権のラッカ県最後の拠点であったタブカ空軍基地を制圧して以来、同組織が首都と位置付けていたが、2017年10月に米軍の支援を受けたシリア民主軍が街を奪還。ISIL壊滅後はシリア民主軍が実効支配。
デリゾール
アサド政権とイスラム国による攻防戦がたびたび行われており、2015年から2016年にかけてイスラム国がパルミラを占領した際には陸の孤島と化したが、いずれもアサド政権側が防衛に成功している。2017年9月に政府軍がイスラム国の包囲を破り打通作戦を成功させ補給路を開設し、11月に市全域を奪還。
イドリブ
シリア内戦発生以降の反体制派の牙城となっており、アルカイダ系のアル＝ヌスラ戦線を前身とするシャーム解放機構が拠点としている。2018年末においてクルド人地域を除く最後の纏まった反体制派支配地域。

### レバノン

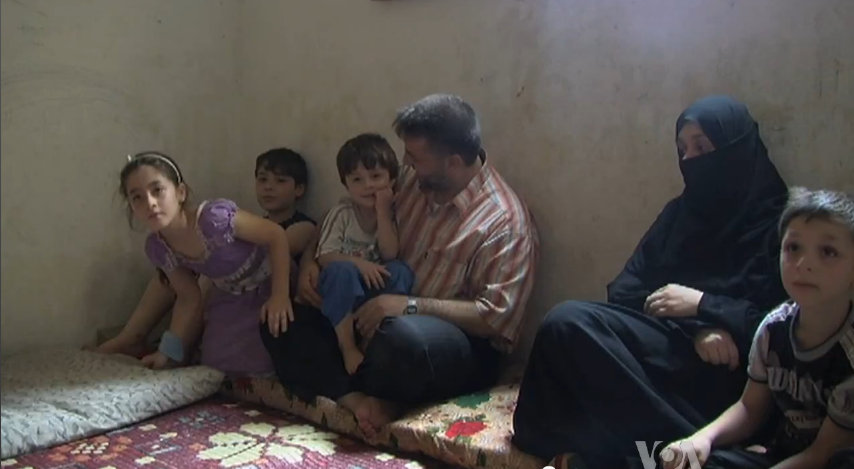
レバノンの窮屈な場所に暮らすシリア難民（2012年）

シリア内戦によってレバノンの貿易・観光・投資は大きな打撃を被った。公共支出は増加し、深刻な経済的な打撃を受けている。世界銀行によると、シリア内戦によるレバノンの損失は2014年時点で25億米ドルにのぼり、同年末までに約17万人のレバノン人が貧困に陥るおそれがある。国民の賃金は下がり、家計を圧迫している。
レバノンには2021年の時点で約84.6万人もの難民を受け入れた、世界第8位の難民受け入れ国である。また、そのほとんどがシリア人が占めており、トルコに次いでシリア難民を多く受け入れている国である。2021年現在、レバノン住民の約6分の1がシリアから逃れてきた難民で、全人口に対する難民の割合は世界で最も高い。保健医療・教育・電力・水道・衛生設備などの公共サービスへの需要は高まっているが、全土でインフラが限界に近づきつつある。衛生・ごみ処理の退廃が深刻化し、病院は疲弊し、給水は滞っている。「レバノンの国民は極めて寛大な心でシリア難民を受け入れてきたが、支援は限界に近づいている」（国連難民高等弁務官アントニオ・グテーレス）とされている。
在レバノンのシリア難民には子どもが多く、レバノンの学校は10万人以上のシリア難民の子どもたちを受け入れてきた。しかし就学年齢に達しているシリア難民の子どもは全体で40万人を超え、数の上では公立学校に通うレバノン人の子どもを凌ぐ。そのため多くの子どもは就学できずに働いており、女子は幼くして結婚させられている。
国内では内戦そのものが波及し、親アサド派と反アサド派の衝突が起きた。隣国シリアの内戦に危機感を覚えたキリスト教徒やドゥルーズ派は武装化を進めるとともに、シーア派武装勢力ヒズボラに接近して生き残りを図っている。

### トルコ

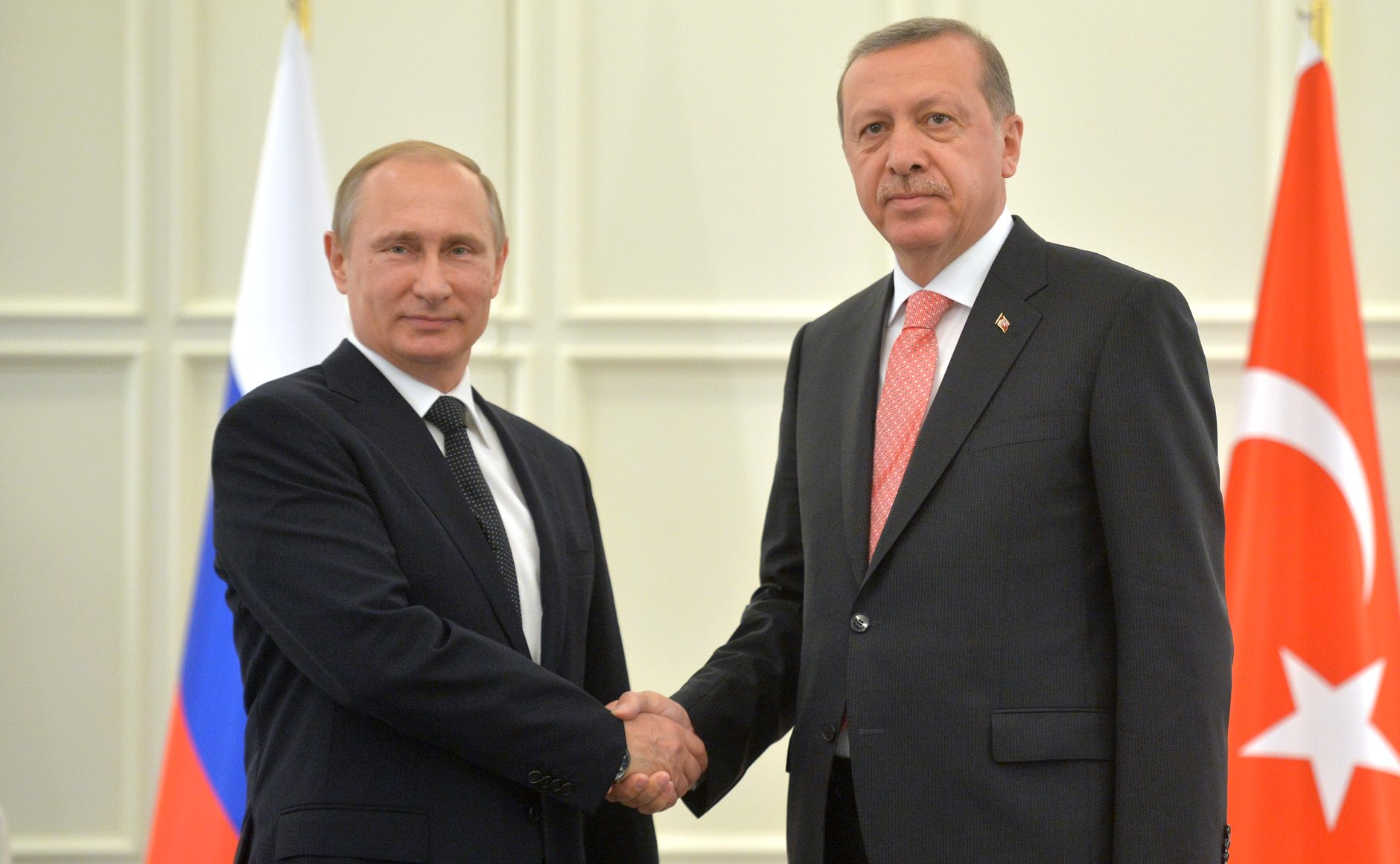
エルドアン大統領とロシア大統領ウラジーミル・プーチン（2015年）。両者は2015年11月のロシア軍爆撃機撃墜事件で対立する

トルコはレジェップ・タイイップ・エルドアン大統領のもとで高い経済成長を実現し、「ゼロプロブレム外交」によってアラブ諸国との貿易額が上昇していた。しかし、2011年以降はシリア内戦によって流通が滞り、トルコの経済成長が鈍化する。
トルコは2021年時点で380万人の難民（シリア人以外を含む）を受け入れ、数の上では世界最大の難民受入れ国となる。
トルコは反体制派を支援し、2015年時点で170万人のシリア難民を受け入れてきた。これに対して多くの難民を受け入れてきた国境付近の東南部を中心にエルドアン大統領のシリア政策に対する不満が大きくなり、2015年の総選挙でエルドアン大統領を支持する与党公正発展党（AKP）が過半数割れの敗北を喫した。この事態を受けてエルドアン大統領はそれまでのクルド人武装組織への融和策、ISILへの傍観策を改め、両勢力に軍事的な攻撃を加えた。その結果、AKPへの支持は広がり、2015年11月の再選挙ではAKPが過半数を獲得した。
2016年8月末、トルコ陸軍は初めてシリア領内へ侵攻し、自由シリア軍とともにアレッポ県北東部国境地帯のISIL拠点を制圧した。
ISILの退潮と前後するクルド人勢力の拡大を防ぐため、トルコは2018年時点でもシリア北部への派兵を続けている。アサド政権への批判は続けているものの、同時にアサド政権を支持するロシア、イランとも連携している。

### ヨルダン
隣国ヨルダンでは、63万人以上のシリア難民の流入で、1年あたりの財政負担は国内総生産（GDP）の6%に当たる25億ドル（約2900億円）に上るという

### イラン
シリア内戦でイランはアサド政権を支援し、中東地域における影響力を拡大させていった。アメリカのオバマ政権は中東の安定化を図り、イランへの経済制裁を解除した。しかしイスラエルやサウジアラビアなどは、イランの国際社会への復帰に強く反発した。
イランのアサド政権に対する支援額は数十億ドルに達し、軍事顧問2000人と民兵2万人を派遣している。アサド一族ら政権関係者の多くが信仰するイスラム教アラウィー派は、イランが国教とするイスラム教シーア派に近いとされ、国民にシーア派が多くイランの影響力を受けているイラク、レバノンのシーア派組織ヒズボラと合わせて、イランは本土から地中海に至る影響圏「シーア派の弧」を形成している。
2018年5月、イスラエル国防軍は、イスラエルが実効支配するゴラン高原を攻撃したとして、シリア領内のイラン部隊を攻撃したと発表した。

### イラク
2014年6月9日、シリアから浸透したISILによりモスルが陥落、街全体が武装勢力側に掌握された。ISIL側はキリスト教徒やシーア派の市民を迫害し、彼らの大部分が市内から脱出した。
モスル陥落によってイラク政府はスンニ派居住地域の一部に対する統治能力を喪失し、ISILの勢力圏に組み込まれた。さらに北部のクルディスタン地域も勢力拡大に乗り出し、キルクークを占領する。こうしてイラク国家は事実上、政府支配地域、ISIL支配地域、クルディスタン地域の3つに分裂した。
2014年8月11日、ISILの勢力が拡大する中、フアード・マアスーム大統領は挙国一致体制を作るため、マーリキーを排除し、連邦議会副議長ハイダル・アル＝アバーディを次期首相に指名する方針を示す。2014年8月14日、マーリキーは退陣を受け入れ、アバーディへの支持を表明した。
その後、イラク政府は領内のISIL支配地域を奪回。2018年4月には、シリア東部のISIL拠点を越境空爆した。

### アメリカ
2013年、アメリカ大統領バラク・オバマは、アサド政権が反体制派に対して化学兵器を使用したとしてシリア空爆を試みた。しかし、直前になって断念するなど一貫性のない動きを見せ、中東地域に対するアメリカの影響力を低下させた。
2015年、ISILへの地上作戦を開始し、アルタンフ基地を設置するなどアサド政権に無断でシリア領内に米軍を駐留させた。
2015年、オバマ（民主党）はシリア難民の受け入れを表明した。これに対して共和党に所属する州知事を中心に19人の知事が受け入れ拒否を表明し、当時2016年アメリカ合衆国大統領選挙で当選したドナルド・トランプはオバマ政権が受け入れた難民をシリアに送還する意向を示すなど、論争を巻き起こした。
2017年4月6日、トランプ大統領は、アサド政権が一般市民に対し、化学兵器を使用したとみなし、地中海に展開していた、アメリカ海軍の駆逐艦二隻より巡航ミサイルトマホーク59発を発射し、化学兵器使用に関わったとされる空軍基地などを攻撃したと発表した。シリア内戦でアメリカがアサド政権を直接攻撃したのはこれが初であった。
2018年4月13日、トランプ大統領は、アサド政権の関連施設への攻撃を指示し、地中海に展開していた、アメリカ海軍の駆逐艦三隻よりトマホーク約100発を発射し、空爆に戦略爆撃機のB-1も参加させた。また、イギリス軍のトーネードとタイフーン、フランス軍のアキテーヌ級駆逐艦とミラージュ、ラファールも作戦に加わった。
同年10月から、シリア領内の油田を防衛すると主張し、デリゾール県やハサカ県の油田地帯を中心に違法駐留を始めた。
同年12月19日、トランプ大統領は、ISILを敗北させたとしてシリアに駐留する米軍を「速やかに」撤退させると表明した。しかし反発から「ゆっくりと」撤退すると発言を修正した。2019年2月21日、ホワイトハウスは撤退後も200人程度の平和維持軍を駐留する方針を発表し事実上無期限の駐留となった。
2018年時点で、アメリカ軍はシリア国土の3分の1を支配している。
2019年10月28日、トランプ大統領は、エクソンモービルを含む米石油メジャーにシリアで油田操業を担わせる可能性に言及した。これについて、法律やエネルギー業界の専門家からは、戦争犯罪で非倫理的などという批判の声が上がった。翌月には、「石油確保のため兵を残す。」と発言した。2020年4月に、米財務省は米デルタ・クレセント・エネルギーに経済制裁下のシリアでの事業許可を許可する異例の措置を取り、北東部を実効支配するシリア民主軍から投資許可を得た。2003年にシリア政府と開発契約を結んでいた英ガルフサンズ・ペトロリアムは懸念を表明した。
2022年2月5日、シリアの石油鉱物資源省は、国内で生産される原油の80%以上が米国によって盗奪されていると発表した。続けており、現地で生産される原油、食糧を、イランとの国境に違法に設置したワリード国境通行所を通じて定期的に持ち出しているという。
2024年8月、シリア政府はアメリカ軍の撤退を求める声明を発表した。内容は下記の通りである。
- 「シリアは、米国による領土の一部占領は主権、統一、領土一体性へのあからさまな侵害であり、分離主義者のQSD（クルド人を主体とするシリア民主軍）民兵組織に対する米国の支援は、反シリア策略を実行するための卑劣な手段と同じものである。」
- 「食料供給や飲料水へのアクセスの阻止を含む、東部および北東部地域の国民に対する非人道的かつ不道徳な行為はすべて、シリア人の苦しみを倍増させ、シリア人に対する戦争を長引かせることを目的としている。」
- 「シリアは米国に対し、こうした行為を停止し、シリア領土から即時撤退し、そのような分離主義民兵の存在と役割を拒否するシリア人の意思を尊重するよう求めた。[565]」

外務省・在外シリア人省は「米国の占領下に支援されたQSD軍隊が、デリゾール、ハサカ、カーミシュリで、さらには東部および北東部の他の村においても、地元住民に対して犯罪的攻撃を開始した。これらの野蛮な攻撃により、女性や子供を含む多くのシリア市民が殉教した。」とする声明を発表した。

### ロシア

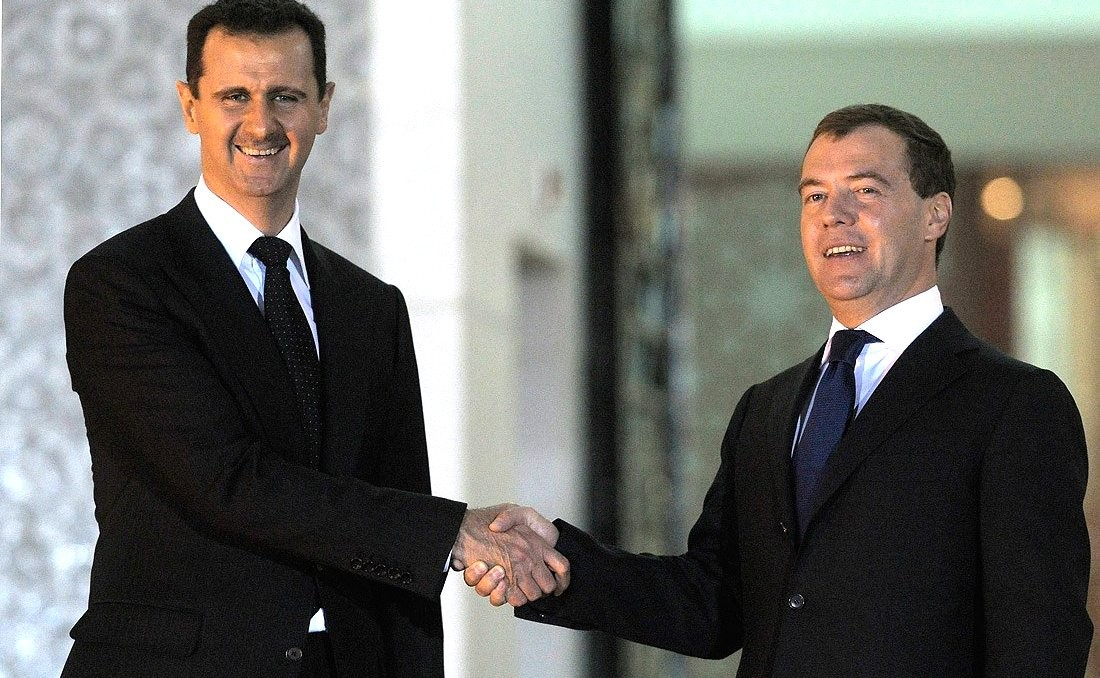
アサドとロシア大統領ドミートリー・メドヴェージェフ（2010年）。ロシアとアサド政権は強い友好関係にある

ロシアは前身であるソビエト連邦時代からシリアと緊密な関係にあり、1980年にソビエト・シリア友協力条約を締結し同盟関係にある。ソ連崩壊後も地中海沿岸のタルトゥースにロシア海軍が補給拠点を維持して駐留を継続していた。
シリア内戦では一貫してアサド政権を支持し、タルトゥース海軍補給処のほか新たにラタキア近郊にフメイミム空軍基地などを開設し、2015年9月からは直接的な軍事介入（ロシア連邦航空宇宙軍によるシリア空爆）を開始した。アメリカ軍などによるアサド政権やシリア駐留ロシア軍への攻撃を警戒して、地対空ミサイルや地対艦ミサイルを配備している。
2013年、アメリカはアサド政権が化学兵器を使用したとして、シリア攻撃を試みた。しかし、ロシアがシリア政府との交渉で化学兵器破棄計画をとりまとめ、攻撃を回避させた。この結果、『フォーブス』誌による「世界で最も影響力のある人物」の2013年番付で、ロシア連邦大統領ウラジーミル・プーチンが1位に選出された。
2015年9月、プーチン大統領は第70回国連総会の一般討論演説でアサド政権への軍事支援を宣言、各国に連携を呼びかけた。ロシア国民の多くはシリアへの軍事介入を支持し、プーチンへの支持率は過去最高の89.9%を記録した。
同年11月には、シリアとトルコ国境付近でトルコ軍によってロシア軍機が撃墜されるロシア軍爆撃機撃墜事件が起こり、ロシアとトルコは対立する。ロシアと対立していたウクライナがトルコへの支持を表明した一方で、トルコ国内のクルド人政党人民民主党はロシアに接近した。その後、トルコはロシアに謝罪し、反体制派支援は続けるもアサド政権の存続についても事実上黙認し、イランを交えた３カ国シリアの内戦処理で連携を深めることとなった。
ロシアはシリアへの軍事介入によってアメリカから主導権を奪い、中東地域への影響力を増大させた。
2016年2月、プーチンはシリアに派遣していたロシア軍の主要部分を撤退させると宣言した（但しタルトゥース海軍補給処及びフメイミム空軍基地への駐留は継続するとしている）。
2018年4月時点で、ロシア連邦政府による公式発表でシリアには延べ4万8000人が派遣され、44人が死亡した。これ以外に、ワグネル社などロシアの民間軍事会社スタッフもシリアで活動しており、数百人が死亡しているとの見方もある。またロシアの野党ヤブロコは、シリアでの戦費を2018年3月までで2450億ルーブルと推計している。
2024年12月9日、BBCロシアはオープンソース(ニュースやSNS上の死亡記事・告知、墓石、戦争記念碑)に基づき2015年から2024年までシリアでの作戦中に死亡したロシア軍人及びワグネル社の傭兵543名の氏名を特定したことを公表した。ほとんどはワグネルの傭兵で、2016年から2022年の間にリークされたワグネルの内部文書にも記載されているという。ロシア軍では特殊作戦軍の部隊、FSBの特殊部隊、第45独立親衛特殊任務連隊、GRUの特殊部隊、さらに20名以上の軍のパイロットや航海士らと合計して61名の死亡を確認。少将1名、大佐10名、中佐15名、少佐31名、他は中尉から大尉までの士官であるという。

### 日本
シリアでの戦闘の激化により、ゴラン高原に派遣されていた自衛隊はシリア側での輸送任務を中止。さらに自衛隊の活動地域の政情も不安定となったことから、2012年12月になり、ゴラン高原から撤収した。